# 大阪環狀線

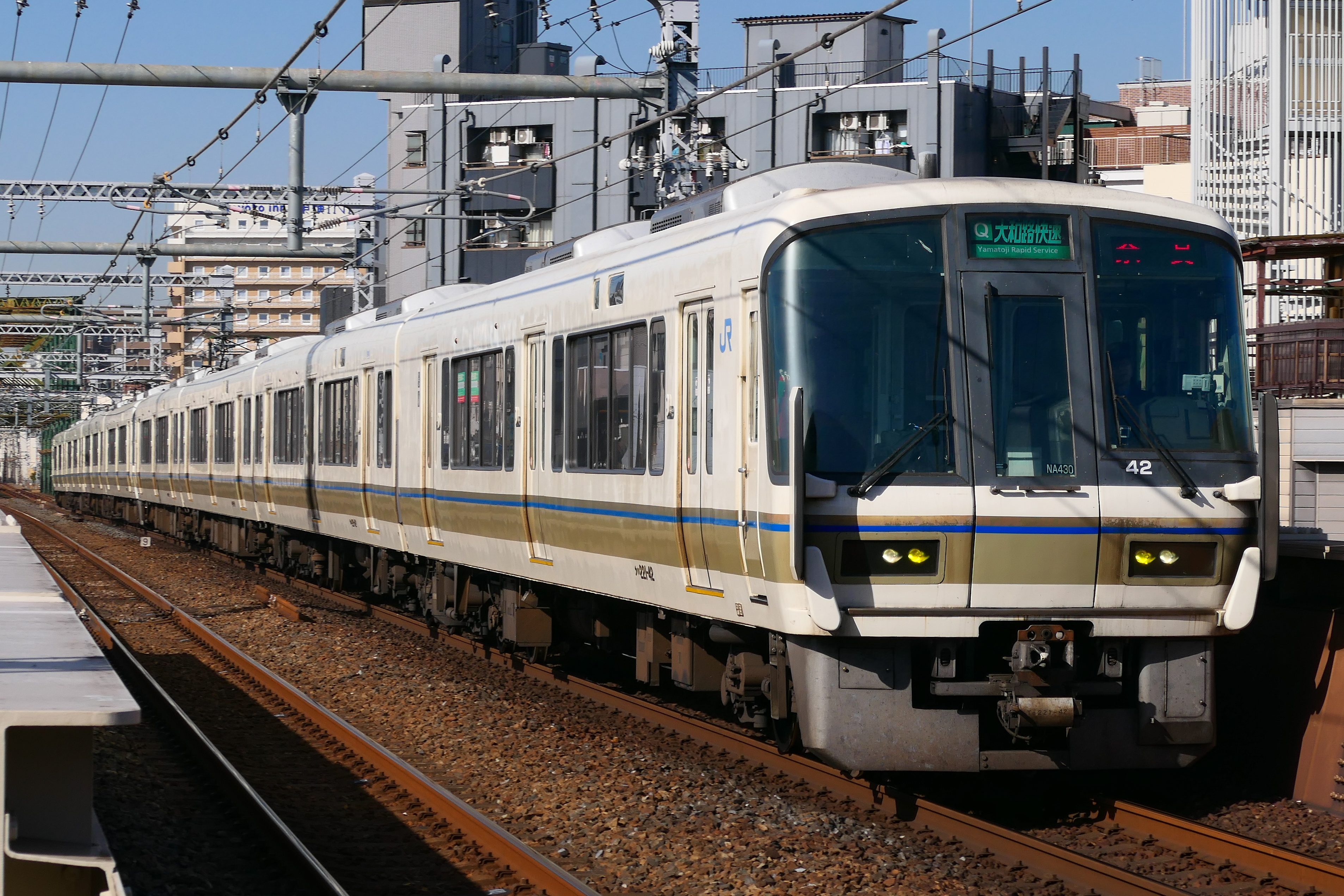
駛入大正站的JR西日本221系電車（2023年12月）

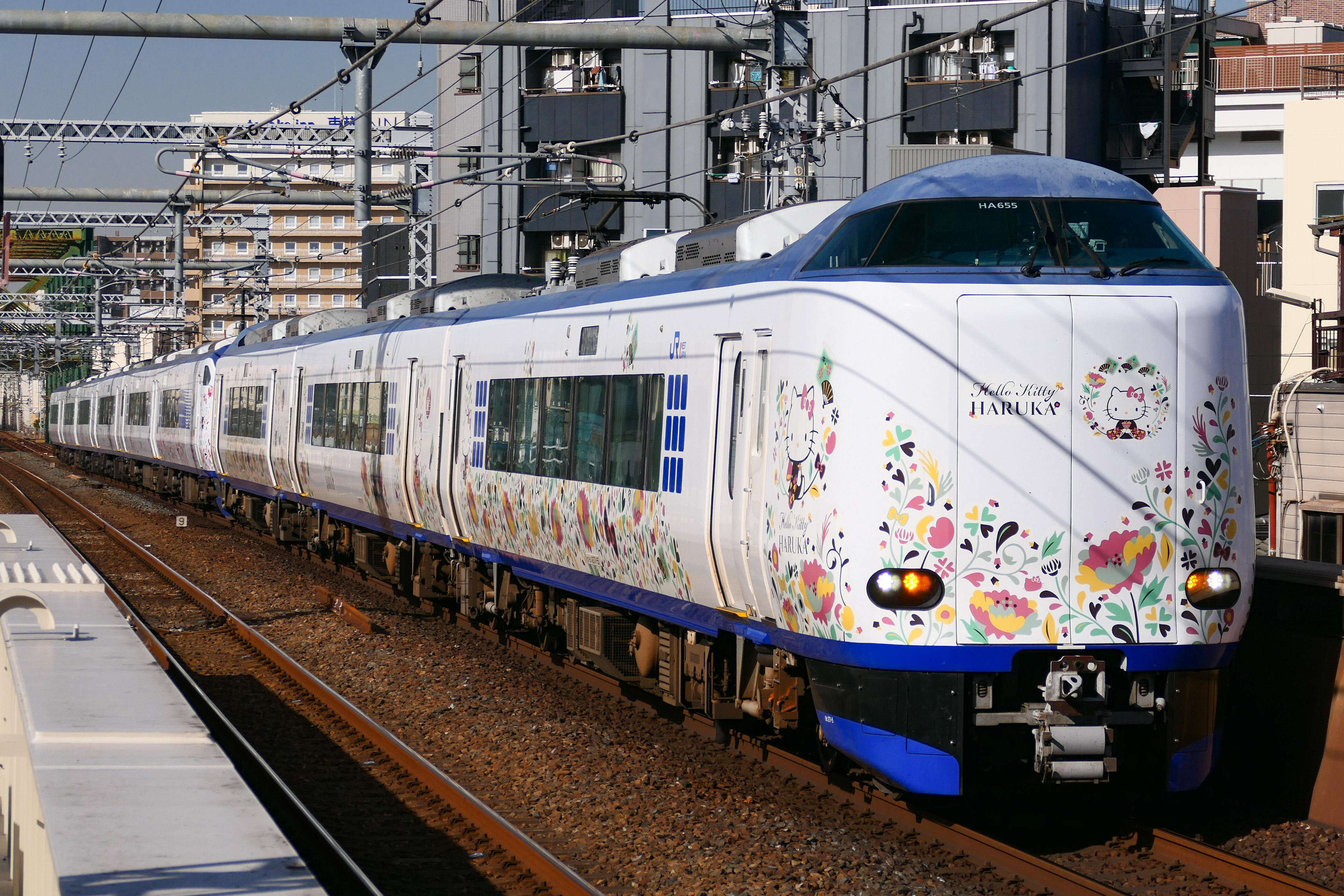
通過大正站的JR 271系特急列車「遙號」（2023年12月）

大阪環狀線（日语：／ Ōsaka-kanjō sen */?）是一條大阪府大阪市內環狀連結大阪站－西九條站－天王寺站－京橋站－大阪站間，屬於西日本旅客鐵道（JR西日本）的鐵路線（幹線）。
以下列出「大阪環狀線」稱呼的路段的出處。
1. 民營化時，當時的運輸省提出了事業基本計劃，國土交通省監修的《鐵道要覽（日语：鉄道要覧）》與JR西日本發行「用資料看見JR西日本」[6]，大阪環狀線是天王寺站－新今宮站間20.7公里的路線，新今宮站－天王寺站間1.0公里、今宮站－新今宮站間1.2公里是與關西本線的重複路段。
2. 根據《JR線路名稱公告》與《JTB時刻表》，大阪環狀線以大阪站為起點、終點，路線全長21.7公里，今宮站－天王寺站間2.2公里是與關西本線的重複路段。
3. 運行管理與旅客導覽，《JR時刻表》的大阪環狀線是天王寺站－大阪站－天王寺站。
4. JR的旅客營業規則（日语：旅客営業規則）第78條第1項第1號規定電車特定區間（日语：電車特定区間）的「大阪環狀線內」，包括大阪環狀線（大阪站－天王寺站－大阪站）、櫻島線（JR夢咲線）全線與關西本線（大和路線）天王寺站－JR難波站間。此路段內互相發着的場合適用與車費（日语：運賃）計算等有關的特例。

以下，除特別註明，以第1個定義記述。另外，大阪作為近畿地方的起始，該路線在許多場合下也單獨稱為「環狀線」，本條目也有一部分如此顯示。

## 概要
大阪环状线是環繞大阪市中心區域的環線，是JR西日本城市关西都市網絡的核心路線。该线路的线路代表顏色為紅色■，描繪了大阪的活力。路線代碼是O。曾在该线路上运行的101系、103系、201系列车的车体颜色为橙朱红色（■朱色1号），在目前的323系列列车中，它也被用于侧面的色带以及车门旁边的色块涂装。

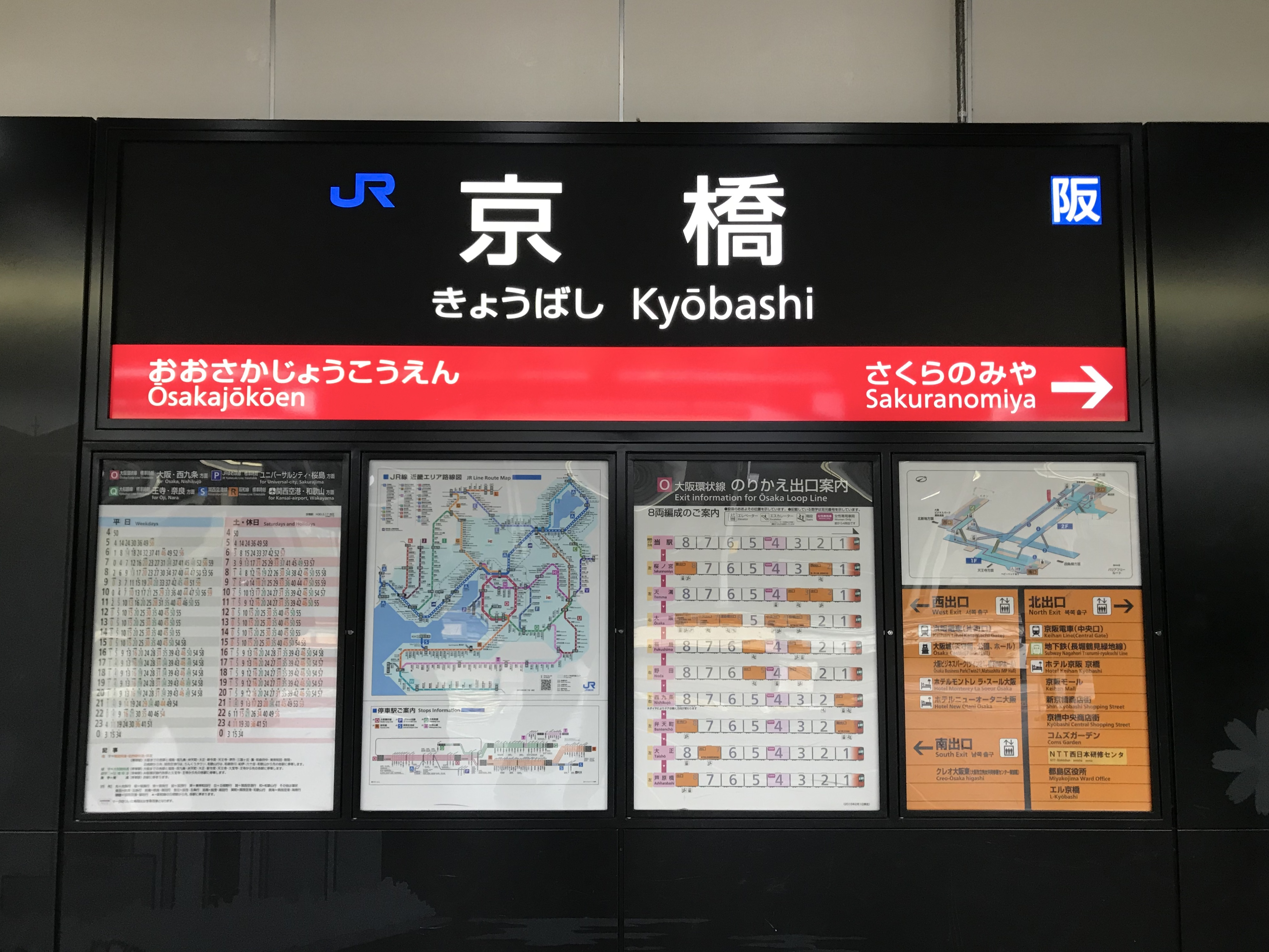
使用路线代表颜色的站名标识

本线许多车站与贯穿市中心的JR线、大阪市高速电气轨道（大阪地下铁）和私营铁路线相连。此外，在大阪环状线上，除了运行环行和分段运行的普通列车外，还有与大和路线（关西本线）、阪和线、JR梦咲线（樱岛线）等其他JR线路直通运行的普通列车、快速列车和特急列车。
大阪环状线是在第二次世界大战后经济迅速发展时期，通过在西部未建成的地段修建新线，将南部的关西本线部分路段、东部连接关西本线和东海道本线的城东线、西北部沿安治川右岸的西成线路段以及西南部的关西本线货运支线地段连接起来而形成的。
在开通时，几乎环绕整个大阪市内，虽然没有横穿大阪环状线的地面路线，但有9条线路（如果将天王寺站的阪和线站台计算在内，则有10条线路）通过地面路段进入大阪环状线内部。在地下线方面，大阪地铁（原大阪市营地铁）的线路历来在大阪环状线内部交叉和穿越，在地铁以外的 JR 和私营铁路线上，也有多条线路计划在地下段交叉和穿越。到2009年，JR东西线（JR）和阪神难波线・近铁奈良线（近铁难波线・近铁大阪线）的西九条站 - 鹤桥站段已经建成，而纵向的浪速筋线（JR西日本和南海电气铁道共同拥有）计划于2031年开通。
由于堂岛、中之岛、船场（如本町）、岛之内（如心斋桥）和南的门户难波等市中心都位于大阪环状线内，因此，如上所述，私营铁路线在内的许多线路都位于大阪环状线内。
南区的门户难波位于大阪环状线内，因此衔接了包括上述的民营铁路在内的很多线路。此外，由于大阪环状线没有新干线接驳站，直通新大阪站—梅田站（大阪站正下方）—难波站—天王寺站的大阪地下铁（Osaka Metro）御堂筋线是通往市中心的主要交通干线，与大阪环状线、其他大阪地铁线路和大阪城市巴士相辅相成。除了本线环行列车，在大阪环状线还有直通其他线路的列车运行，这也是大阪环状线与东京山手线的主要区别。此外，由于没有新干线的连接车站，大阪地铁御堂筋线在新大阪站、梅田站（大阪站正下方）、难波站和天王寺站之间的线路呈直线，是市内的主要交通干道，并以大阪环状线、大阪地铁其他线路和大阪市巴士作为补充。 大阪环状线、大阪地铁其他线路和大阪市营巴士与御堂筋线互为补充，同时大阪环状线也有直达其他线路的列车，这都是与同样采用环状系统的东京山手线的主要不同之处。
南海电铁、京阪电车、近铁在大阪环状线内分别设置了难波站、天满桥站、大阪上本町站，均分布于都心东南侧。在北侧靠近市中心的地方，阪神电铁和阪急都在大阪站附近设有大阪梅田站 (阪神)和大阪梅田站 (阪急)，南侧靠近天王寺站的是近铁的大阪阿部野桥站，梅田和天王寺・阿倍野这些城市副中心由此形成。天王寺、阿倍野是在大阪阿倍野桥站设立的背景下形成的。梅田是大阪站周边地区，随着大规模再开发的进展，旧市中心的相对地位有所下降。 此外，河川集中、土地制约大的京桥站周边地区，也与大阪商业园区（OBP）形成了一体的副中心。
大阪环状线的东半环的大阪站—京桥站—天王寺站之间的全部列车均为各站停车列车；西半环大阪站—西九条站—天王寺站之间，在大阪环状线直通运行的特急列车和快速列车则在部分车站通过。日中时间带，在所有特急列车和快速列车停靠的车站，每小时有15辆列车停靠，而在特急列车和快速列车经过的野田站、芦原桥站和今宫站，每小时只有4辆列车停靠，这一点也不同于白天各车站每小时都有超过12对列车停靠的山手线。
大阪环状线的大部分线路是高架的，但只有天王寺站附近和大阪城公园站周围的区域在地面上运行。因此，全线只有这两个站是地面站。但天王寺站有时被归类为敞口式地下车站。此外，在内环线的新今宫站和天王寺站之间，有一个平交道口，这是大阪环状线的最后一个铁路平交道口 。
此外，直到2013年“大阪环状线改建工程”启动之前，本线大部分普通列车都还是日本国铁时代的车辆，与进行了新车引进和车站美化的JR神户线和JR京都线等市内其他路线相比，延迟相当大。
大阪环状线是唯一没有列出所有列车的纸质时刻表的JR线路（仅列出了所有直通其他线路列车的时刻表）。但是，在八峰出版社出版的《KATT关西地区JR、私营铁路时刻表》大阪环状线特集以及《便携全国时间表》2017年4月号附录中，刊登载了包括环线快速列车在内的列车的时刻表；《便携全国时刻表》2018年4月号附录刊登了大阪环状线所有列车的时刻表。
大阪环状线全线包含在旅客业务条例规定“大都市近郊区间”的“大阪近郊区间”、“电车特定区间”以及IC卡“ICOCA区间”，由JR西日本近畿综合所管辖。
本线站间平均距离为1.15公里（包括新今宫站～天王寺站为1.14公里），是JR西日本线路中平均站间距最短的。

### 线路数据
- 管轄・路线距離（营业里程）：全長 20.7 km
  - 西日本旅客鉄道（第一種鉄道事業者）：
    - 天王寺站 - 大阪站 - 新今宮站間 20.7 km

  - 日本货物铁道（第二種鉄道事業者）：
    - 福島站 - 西九条站間 (2.6 km)
- 軌間：1067 mm
- 站数：19（包含起终点）
  - 如果仅限于属于大阪环状线的车站，则上述车站数量不包括属于东海道本线的大阪站和属于关西本线的今宫、天王寺等 3 个车站[8]，共计 16 个车站。 请注意，新今宫站被视为属于大阪环状线的车站[8]。
- 複線区間：
  - 3線：福島站 - 西九条站間
  - 複線：大阪站 - 福島站間、西九条站 - 今宮駅站、天王寺站 - 鶴橋站 - 大阪站間[† 7]
- 電化区間：全線電化（直流1500V）
- 閉塞方式：自動閉塞式
- 保安装置：ATS-P（全線P）[4]
- 运行调度中心：大阪综合调度中心
- 列车运行管理系统：大阪环状线、大和路线运营管理系统
- 最高速度：100 km/h[3]
- IC卡乘车可用区間：
  - ICOCA：全线
- 2020年度的混杂率：外环109%（鶴橋站→玉造站 7:40-8:40）、内环73%（玉造站→鶴橋　7:25-8:25）[9]

## 沿線概況
以下描述的都是以内环方向前进（指逆时针方向，也叫左环）的路线概况；若采用外环（顺时针，也叫右环）方向的路线的景色顺序相反，大阪站的到达出发月台也是2号站台。
天王寺站是大阪环状线与关西本线和阪和线的交汇站，也是近铁南大阪线、大阪地铁御堂筋线和谷町线以及阪堺电气轨道上町线的连接站，使天王寺成为南大阪的门户，与大阪南区和大阪北区一起成为大阪市的城市中心之一。车站周围有许多商业设施，包括天王寺 Mio、阿倍野 Q's Mall 和阿倍野Harukas（阿倍野 Harukas 近铁总店），阿倍野Harukas 是日本最高的车站建筑，高达300米，因为车站周边商厦众多，天王寺站在JR西日本车站乘车人员的排名中，乘车人数位居第三。
在天王寺站出站后，线路向左弯曲并向北延伸，阪和线在天王寺站北侧穿过。离开寺田町站前往桃谷站时，列车沿着高架轨道向北行驶，将公寓林立的天王寺区和充满市中心氛围的生野区分开，然后到达鹤桥站。该站连接近铁大阪线、近铁奈良线和大阪地铁千日前线，站台上设有与近铁连接的检票口，因此此站的换乘客流很多。站前地区主要是在日朝鲜人和韩国人聚居的韩国城。 该地区有许多烤肉店和韩国料理店，车站周围的繁华地段被环境省选入100个最佳街景之一。
从鹤桥站出发，列车穿过住宅区继续向北行驶，途经玉造站，经过京瓷办公信息系统、森下仁丹、Sakura Craypas 等公司总部林立的地区，到达森之宫站，该站可以换乘大阪地铁中央线和长堀鹤见绿地线。经过森之宫站后，左侧是大阪城公园和大阪城，右侧是吹田车辆所森之宫支所和大阪地铁森之宫车辆基地。线路从高架轨道上回到地面，然后到达大阪城公园站。再往前走，位于右后方的吹田车辆所森之宫支所的电车进出线路并入本线，经过大阪商业公园后到达京桥站，左侧有许多建筑物。京桥站可以换乘片町线（学研都市线）、JR东西线、京阪本线和大阪地铁长堀鹤见绿地线，因其发达的餐饮和娱乐区，有时被称为“东”，而不是“北”和“南”。
出京桥站后，大阪环状线向左弯曲，前方是一片开阔地，这里曾是通往原淀川电车区和淀川站（国铁）的连接线。经过赏樱名胜地樱之宫站后，线路穿过旧淀川（大川），向右弯曲，从阪神高速公路12号守口线下穿过，然后进入大阪环状线最北端车站的天满站。列车驶出天满站后，立即在高架轨道上穿过天神桥筋商店街，穿过住宅区和建筑物之间，然后东海道本线（JR京都线）从右侧接近大阪环状线并行汇入，然后列车到达大阪站。
在大阪站，列车从最南边的1号站台（靠近Osaka Terminal Building）出发。 列车驶出大阪站后，与东海道本线（JR神户线和JR 宝冢线）并行，东海道本线最终向右与环状线分离远去。大阪环线继续直行，到达福岛站。东海道本线货运支线（也就是梅田货物线）在福岛站附近与本线汇合，但货运线在地面上运行，离开福岛站时，货运支线在右侧从地面上上升到高架桥上，暂时与大阪环状线并行。穿过阪神本线后就是野田站。从野田站出发，在大阪环状线北侧的铁路专用线与货运支线（1984年2月1日停运）之间曾有一条支线，前者从高架铁路直通三菱造纸厂等地，后者则从大阪环状线下穿至大阪市中央批发市场的大阪市场站。 从野田站月台可以看到该支线的遗迹。 如今，专用铁路线的旧铁轨上已经建起了房屋和其他建筑，没有了当年的痕迹，但通往大阪市场站的旧货运支线已被开发成一条步道。
接下来的西九条站有两个岛式站台，共有五条轨道，其中只有内侧的三条轨道有站台。樱岛线（JR梦咲线）和梅田货物线从该站分支向西远去，大阪方向有列车会直通进入樱岛线，而新大阪方向的特急列车也会通过梅田货运线直接连接大阪环状线。 大阪环状线从位于西九条站正上方的阪神难波线下方穿过，樱岛线下穿地面，向西而去。渡过安治川后。阪神高速17号西大阪线和43号国道线从右侧接近线路直至与线路并行，然后到达 ORC 200 和其他高层建筑所在的弁天町站。弁天町站是大阪环状线最西端的车站，与大阪地铁中央线相连，是大阪湾区的入口。以前的交通科学博物馆位于高架线路的下方，从内环的月台可以看到一些保留下来的列车车辆。站前有中央大道和国道 43号线交汇，车辆交通繁忙，阪神高速公路16号线大阪港线与大阪环状线在地图上呈直角相交。
出了弁天町站后，线路向左转，然后朝向东行驶，就会看到内环线和外环线的铁轨之间有一块空地，这就是以前的境川信号场，大阪临港线曾在此分支去往西南方向。 从左前方可以看到大阪巨蛋和大阪瓦斯的巨蛋城（岩崎地区）及其煤气罐纪念碑，然后就到了距离大阪巨蛋最近的大正站。大正站可以换乘大阪地铁长堀鹤见绿地线，位于大正区的最北端，在没有铁路网的大正区，有许多大阪都市巴士的班次开往大阪环状线以南的各个方向，高峰时段还有快速巴士。
过了大正站后，该线路与南海电铁汐见桥线相交，然后线路延伸到芦原桥站和今宫站。在今宫站，内环线站台位于三楼，因为它将要在上方越过关西本线（大和路线），而外环线站台位于二楼，乘客可以在相同的站台上换乘关西本线列车。 直到1997年，今宫站还没有大阪环状线的站台，该线路在当时高于地面的关西本线两侧的筑堤上分别运行内环线和外环线。
新今宫站连接了南海本线、高野线、大阪地铁御堂筋线、堺筋线和阪堺线。在该站2个岛式站台的4条线路中，外侧两条线路供大阪环状线列车使用，内侧两条线路供关西本线以及关西本线与大阪环状线互相直通的列车使用。列车驶出新今宫站后，左侧是通天阁塔和大阪市天王寺动物园等主要地标，然后到达天王寺站。在此期间，外环线通过一座高架桥越过关西本线，直到2012年6月，大阪环状线的最后一个平交道口：一ツ家平交道口就位于附近。 从该平交道口附近到天王寺站，1993年停运的南海天王寺支线的废弃轨道仍与线路南侧平行。

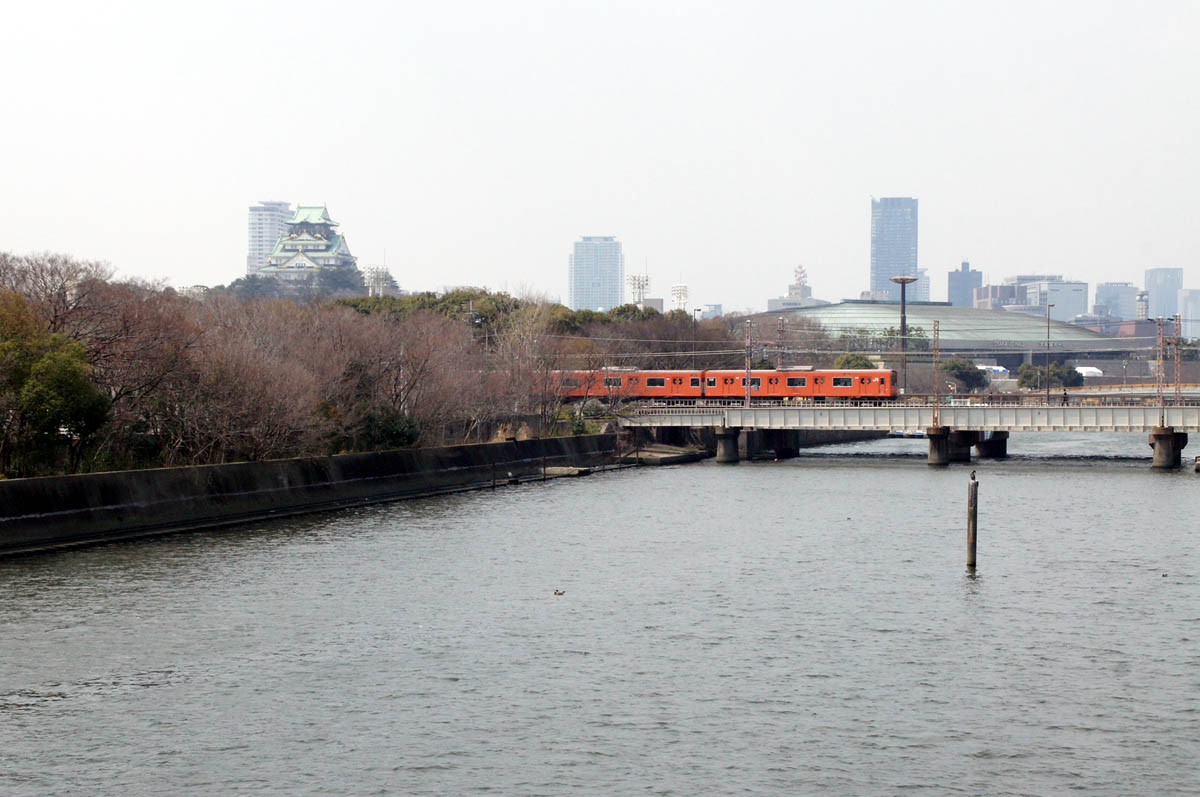
大阪环状线列车度过平野川，远处是大阪城
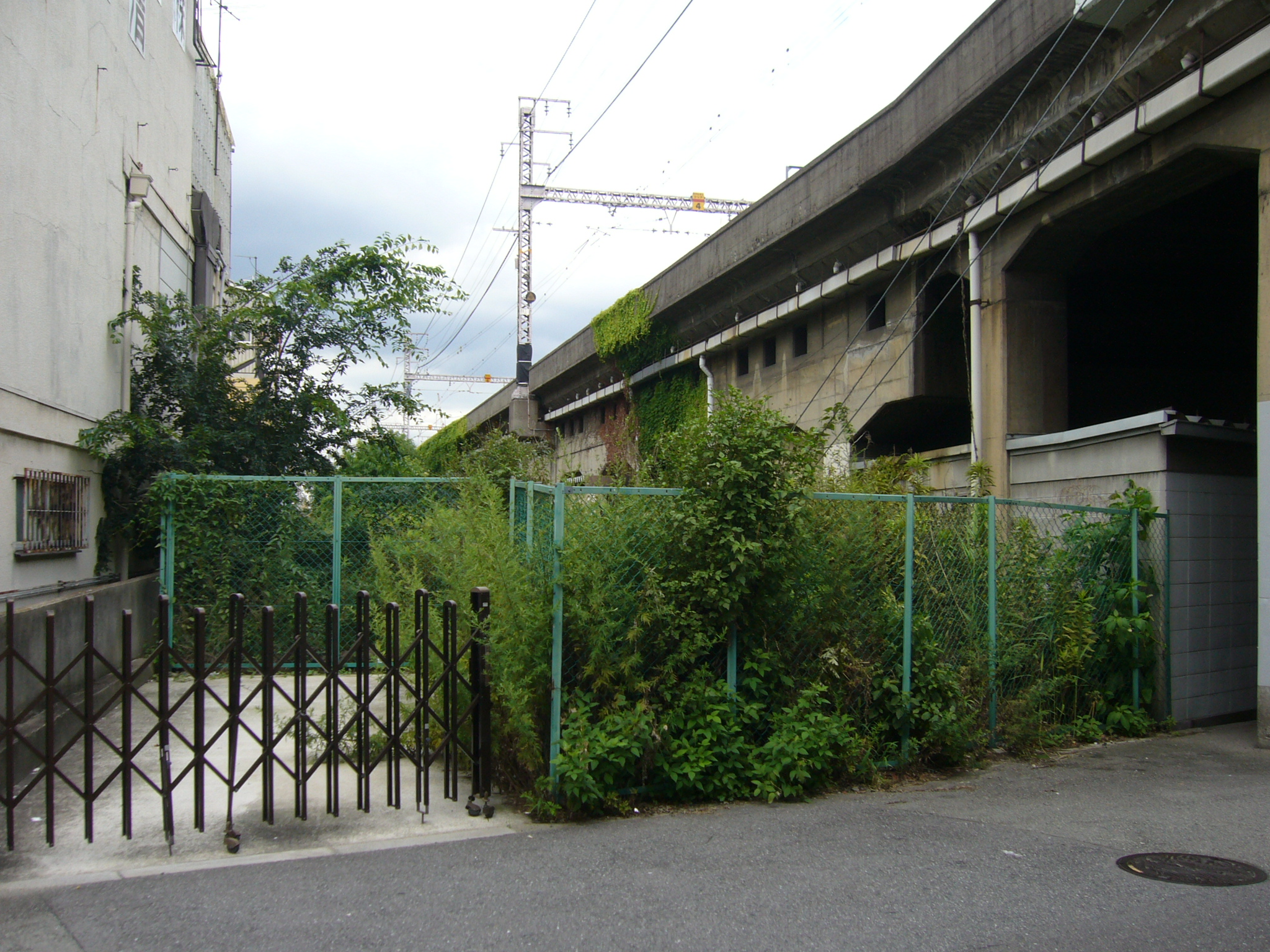
野田站 - 大阪市场站货运支线遗址。 野田站西侧的高架铁路引道遗迹。 杂草等现已被清除并铺上了沥青。
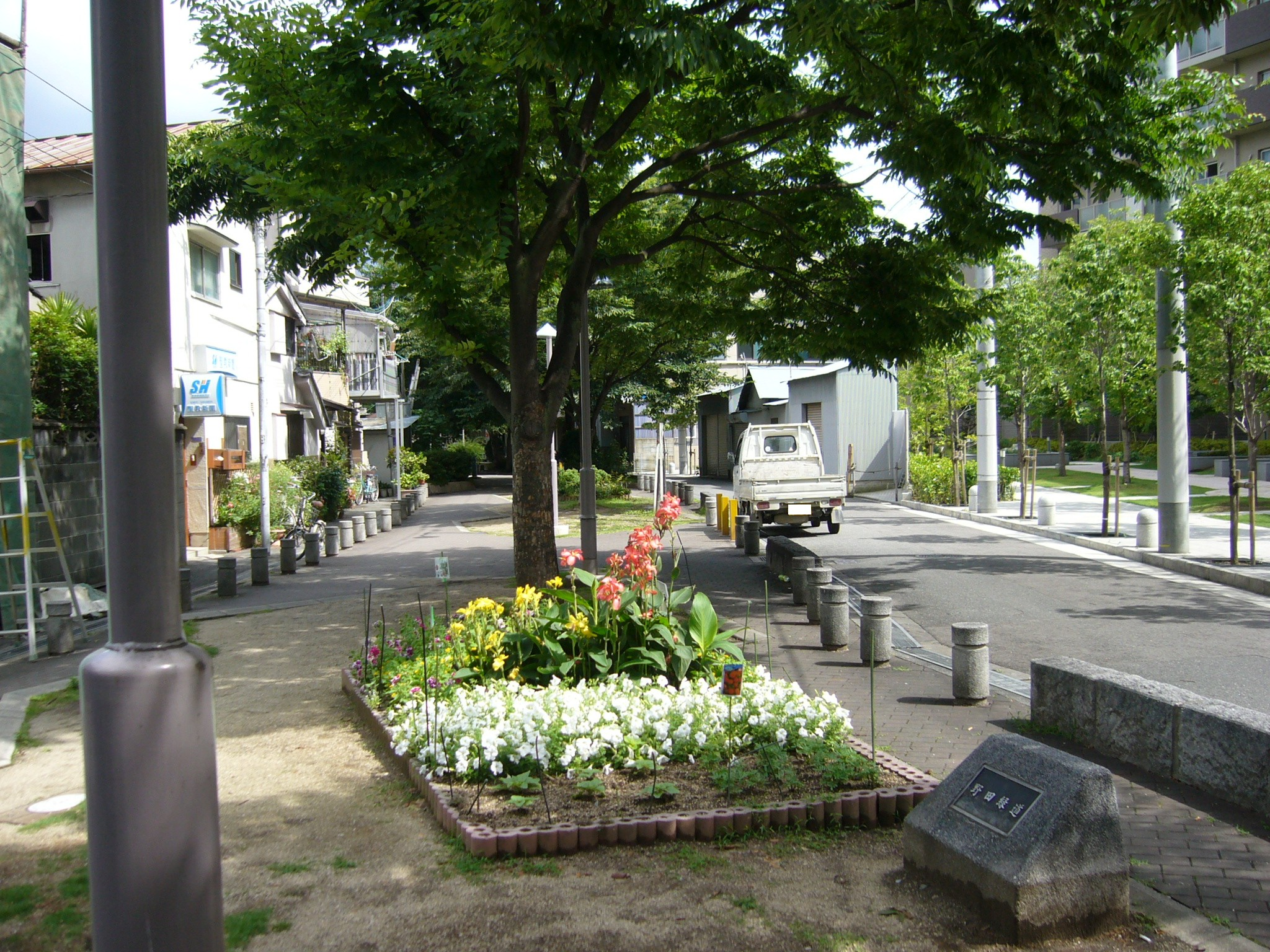
野田站 - 原大阪市场站货运支线遗迹，现在是一条步道（左侧）。
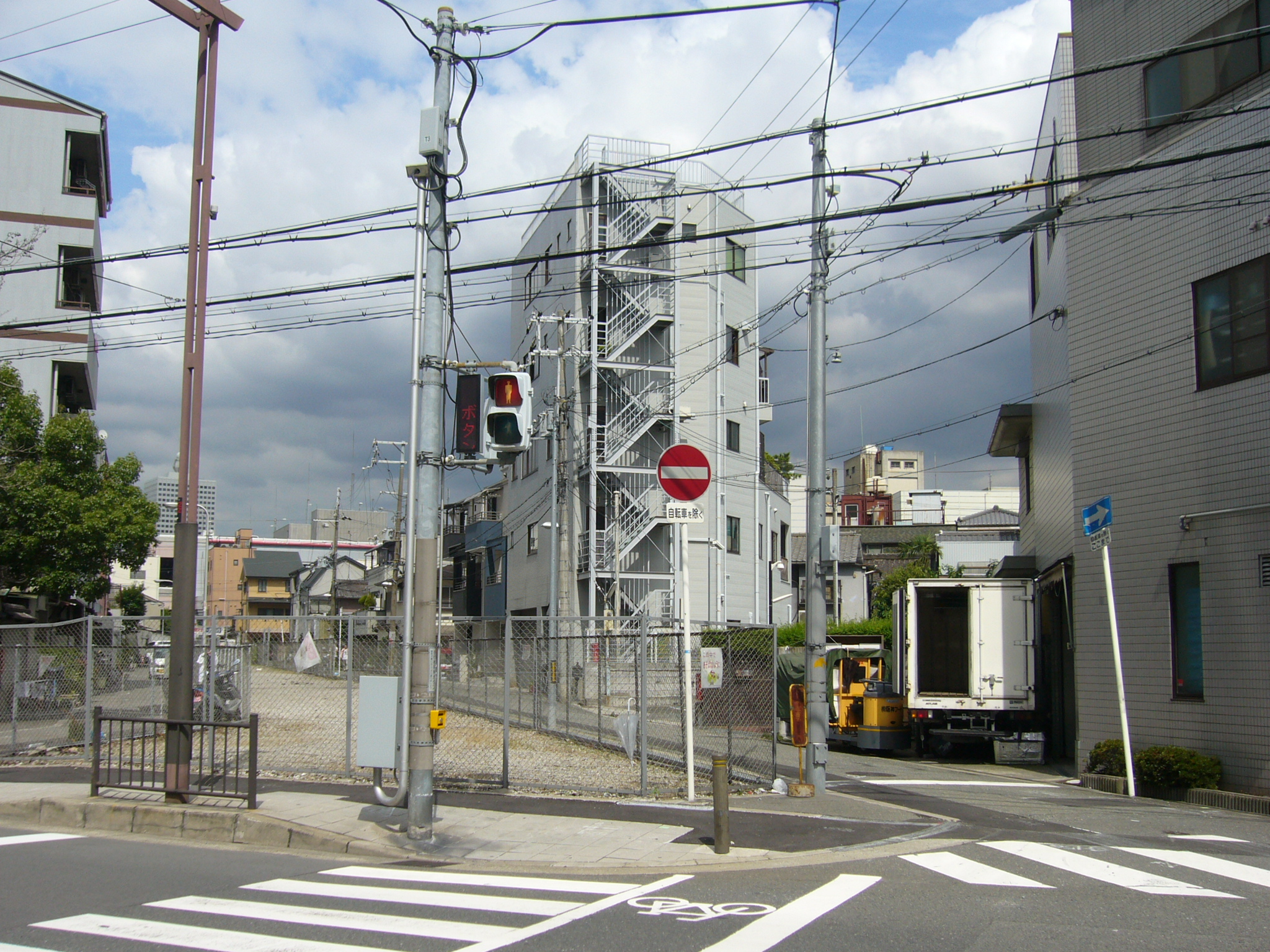
野田站 - 原大阪市场站货运支线（2009年的样子，现在保留为步道）。 终点站是大阪中央批发市场（原大阪市场站）。
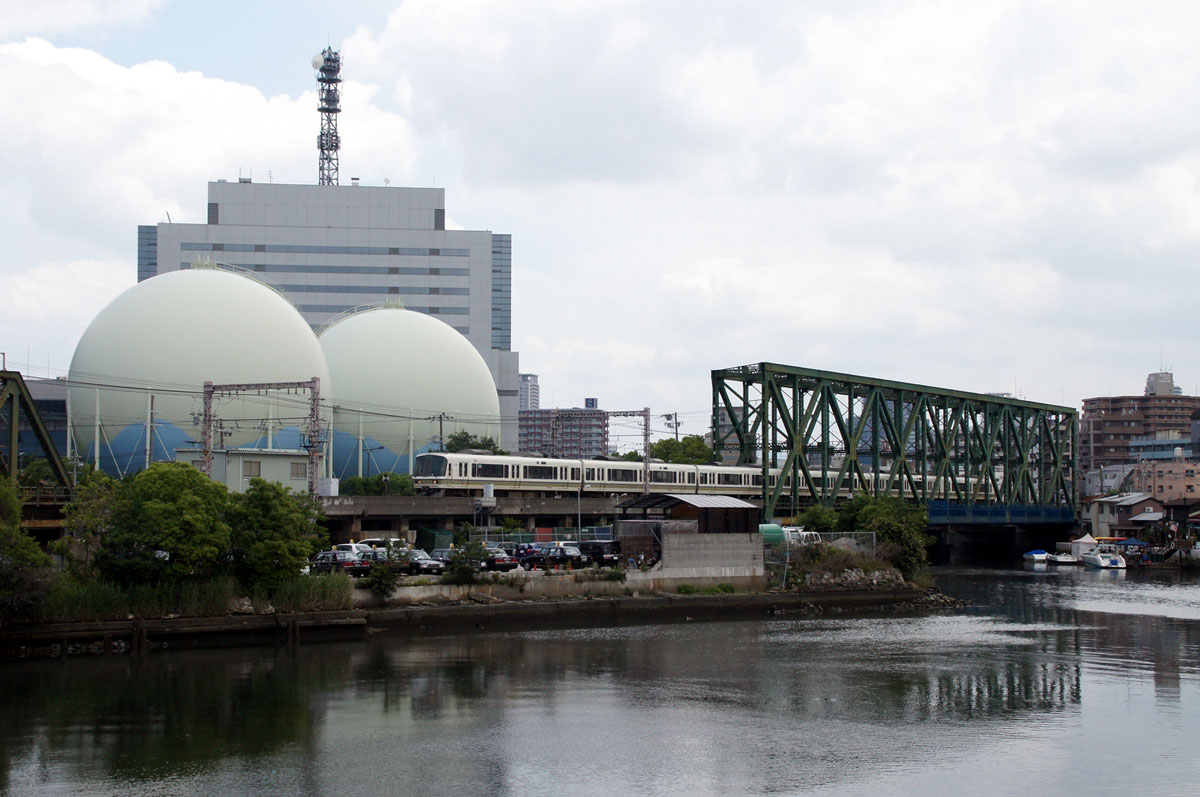
穿越岩崎运河大桥的大和路快速列车，远处是大阪瓦斯的煤气罐。
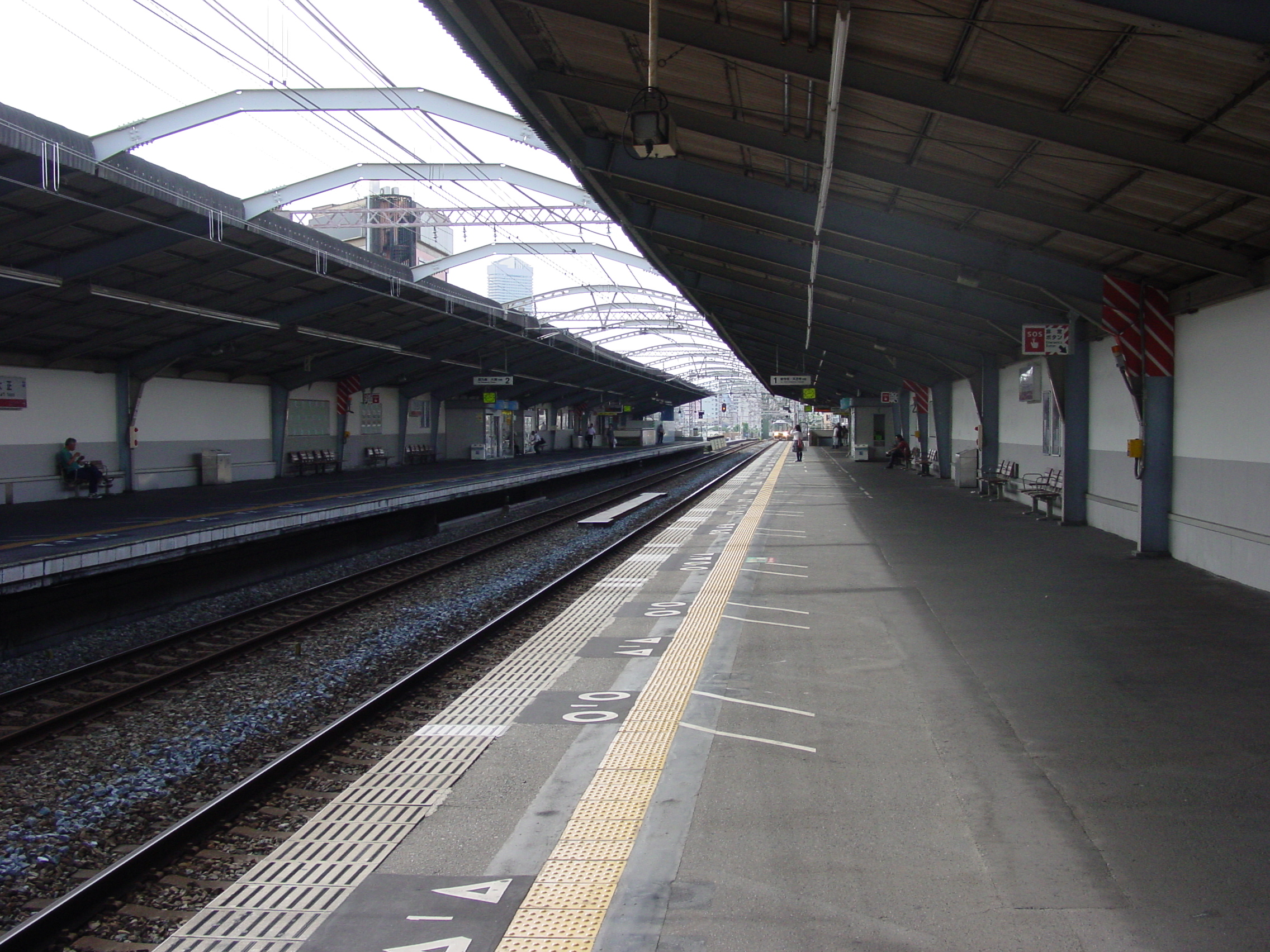
大正站月台。 除个别路段外，该线路的架空线路悬挂系统为双简导线系统。
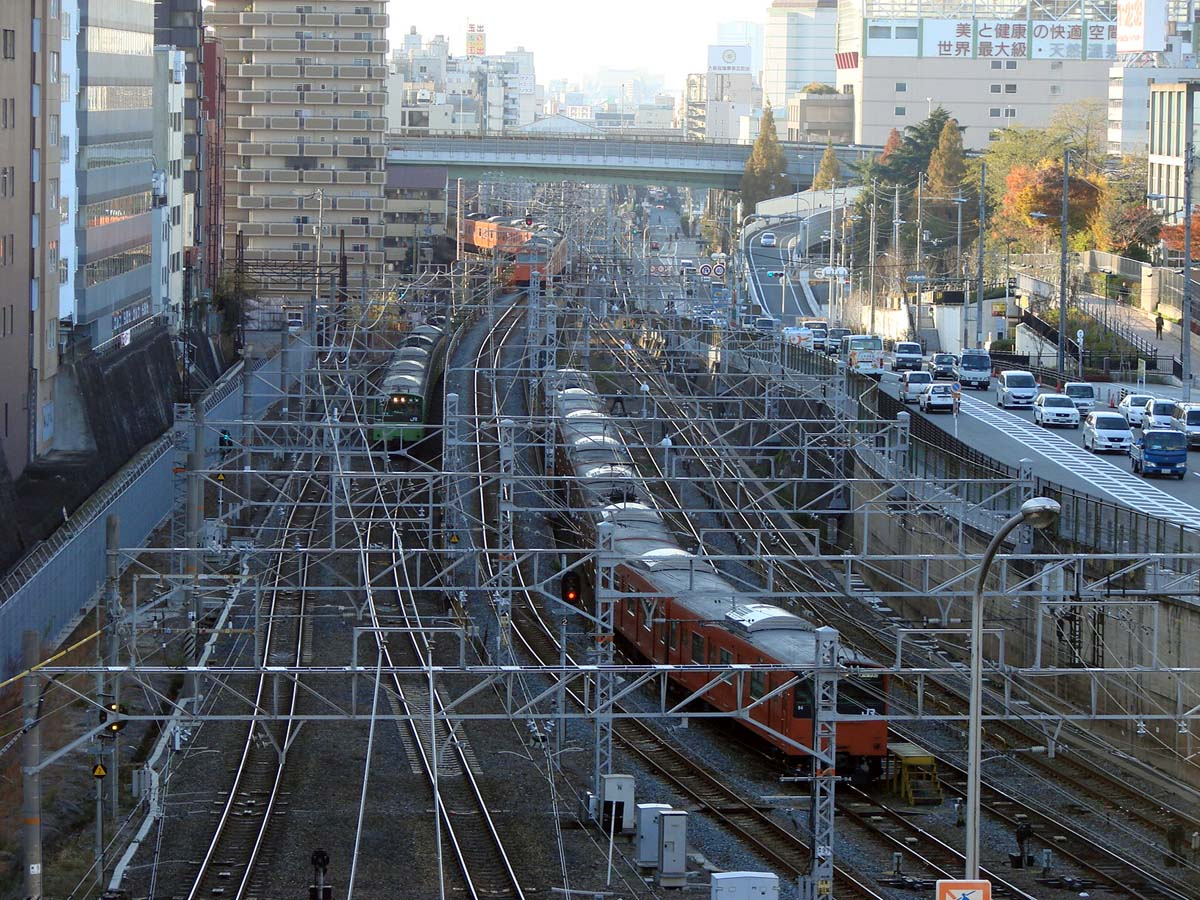
新今宫 - 天王寺区间的双复线
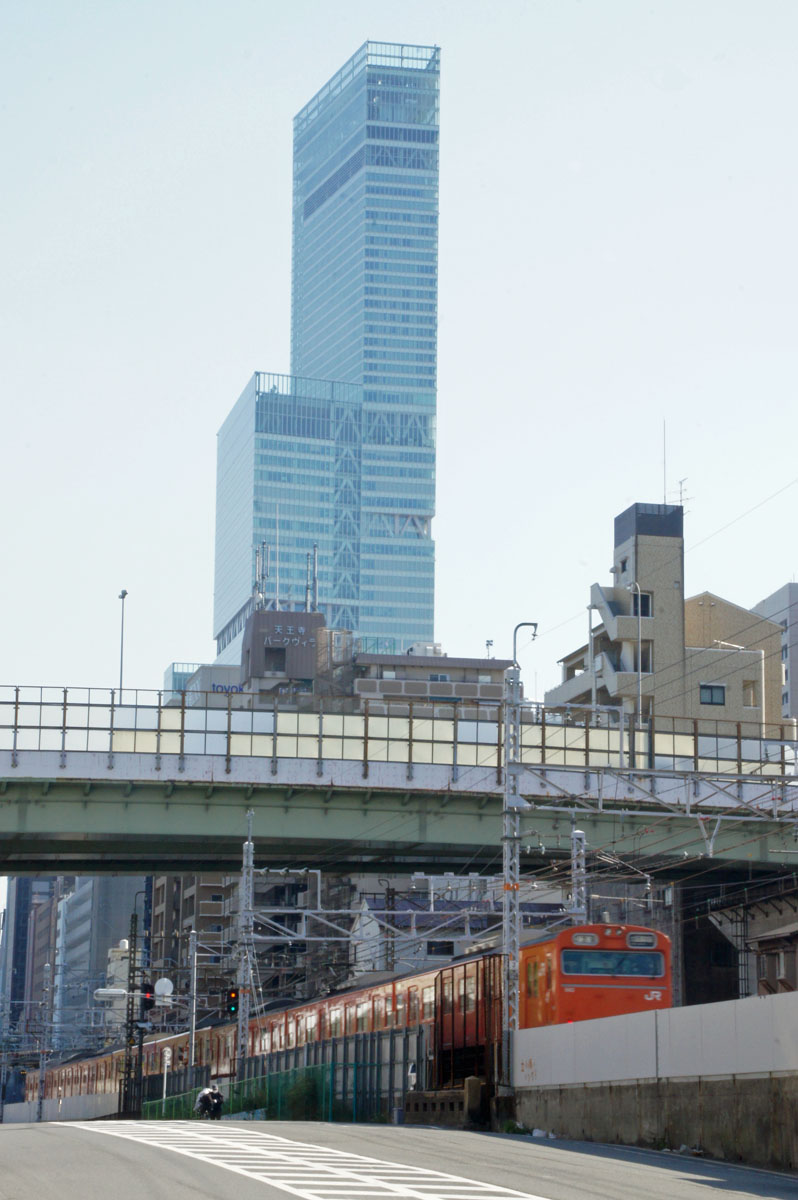
阪神高速公路14号松原线于上方越过大阪环状线，远处是阿倍野Harukas

## 运行形态
在大阪环状线上，除了在大阪环状线内环状运行的普通列车，还有直通樱岛线（JR梦咲线）的普通列车以及直通关西本线（大和路线）和阪和线的快速列车。大阪站、西九条站和天王寺站之间除区间快速和直通快速列车外，还运营快速列车。此外，线路上还有去往东海道本线（JR京都线）方向和纪势本线（纪国线）方向的特急列车在大阪站和天王寺站之间运行（行驶在西半环）。
白天时段，全线每小时运行12班列车，包括环状运转的普通列车、直通大和路线的“大和路快速”列车以及直通阪和线和关西机场线的“关空快速・纪州路快速”列车各4列。在大阪站和天王寺站之间，若加上一班特急列车“黑潮”和两班“遥”，则每小时共有15班列车。在早上和晚上，还有四班普通车会直通进入 JR 梦咲线（运行路径：天王寺站 - 京桥站 - 大阪站 - 西九条站 - 樱岛站），因此天王寺站 - 京桥站 - 大阪站 - 西九条站这一大区间内每小时会有16班列车，如果再加上特急 “黑潮号”和“遥号”，大阪站和西九条站之间每小时就有19-20列列车。在工作日的早晨和傍晚，直通大和路线的区间快速列车会取代大和路快速列车，同样地而在早高峰时段，由阪和线直通而来的直通快速列车（仅外环）会取代关空快速・纪州路快速列车。需要注意的是，在2023年3月17日之前，特急列车只在天王寺站停靠，部分列车会在西九条站停靠，而大和路快速列车和关空快速・纪州路快速列车则会通过野田站、芦原桥站和今宫站，因此白天每小时只有四班列车在这三个车站停靠。
自日本国铁时代以来，末班车时间基本保持不变，但2009年3月 14日的时刻表修订将末班车时间大幅提前，以便让乘务员有更多时间睡觉，其中大阪环状线将末班车时间提前了21分钟。

### 旅客列车

#### 普通
在工作日的早晚高峰时段，列车大约每三分钟一班，大部分都是环状运转的列车，也有往返于天王寺站 - 京桥站 - 大阪站之间的区间列车（仅限于早高峰时段）或直通JR梦咲线的列车。 在这些时间段的之前和之后，由于吹田综合车辆所森之宫支所会进行车辆的出车或入库，部分列车会在京桥站（内环和外环）终到和始发，也会在大阪城公园站（外环）发车。晚高峰期间始发终到京桥站的列车，在2015年3月14日的修订中被延长到天王寺站终到始发，以统一区段。
白天，环状运转的普通列车每小时运行四班（每15分钟一班）。 在早晨和傍晚，JR梦咲线与天王寺站-京桥站-大阪站-西九条站-樱岛站之间每小时有四班直通列车（每15分钟一班）。 由于列车也会在大阪站、京桥站、森之宫站和新今宫站停车1-2分钟调整时间，部分列车还会在新今宫站等候快速列车通过，因此列车时刻表并非平行的“先到先发”列车时刻表。
所有列车均为三门车厢，原则上使用长座椅的323系列车，但在部分高峰时段列车上也使用带有可转换方向的横向交叉座椅的223系、225系和221系列车。
由于是环状运行，在运行系统和乘客信息中没有“上行”或“下行”的概念，而是“外环”或“内环”。内环列车的车次编号为奇数（与大和路线直通的列车除外），但这并不意味着奇数表示“下行”，而只是指在起点大阪站，内环列车的奇数和偶数是由东海道本线、列车方向和列车编号组合而成的。
环状线列车在各站的目的地信息会显示为“○○・△△”，显示的车站是当前列车距离六个主要车站（大阪、西九条、新宫、天王寺、鹤桥和京桥）最近的两个车站（例如，天满站的外环列车，会显示“京桥・鹤桥”）。

#### 大和路线（关西本线）直通列车
大和路快速列车和区间快速列车在大阪环状线和大和路线（关西本线）之间直通运行。 大和路快速列车会通过大阪环状线的野田站、芦原桥站和今宫站这三个车站：而区间快速列车则会在大阪环状线的每个车站停车。 在白天、周末和节假日，早晚每小时有4班大和路快速列车运行（班次间隔为15分钟）。 在工作日的早上和傍晚，运行的是区间快速列车，而不是大和寺快速列车。
与关西本线直通的快速列车于1973年由113系列车开始运行，1989年3月11日引进221系列车后被昵称为大和路快速列车。这些列车主要在白天运行，运行区间为天王寺站-京桥站-大阪站-西九条站-天王寺站-奈良站-加茂站（JR时刻表会显示往返于大阪站）；在周六和节假日的时刻表中，还有一些列车会直通进入和歌山线并开往高田站和五条站。 在高峰时段，大阪环状线的每个车站都会停靠区间快速列车，京桥站也会开行直通至和歌山线并开往高田站和五条站的区间快速。
在傍晚和夜间，从奈良站和加茂站出发的部分区间快速列车会在新今宫站等候来自阪和线的特急列车通过。
目前使用的列车均为八节车厢的221系列车，而八节车厢的103系和201系列列车则在2016年9月之前一直在区间快速列车上运行。
此外，在2011年3月11日之前，在平日的夜间时刻表会开行“大和路Liner”列车，该列车在大阪站和加茂站之间运营。该列车大阪环状线的停靠站为新今宫站和天王寺站，但大阪站没有提供两站的停车信息。
2023年8月24日，JR 西日本宣布，将从同年10月23日开始，在工作日早高峰时段自加茂站发车的两列大和路线区间快速列车，将会推出名为“快速 うれしート”（预约座位制）的付费座位服务。上述座位将从列车到达天王寺站后免费开放（非指定座席）。
直通大和路线的快速列车会从天王寺始发，绕大阪环状线内环一周，然后再次经过天王寺站，这之后才直通进入大和路线（关西本线）。这些列车在起点站天王寺站的环状线站台始发，但是列车的种类和目的地的表示，则不按原列车类型或目的地进行显示，而是将其作为大阪环状线内环运行的普通列车表示，如标示为“普通 鶴橋・京橋方向”。 在下一站寺田町站，列车的信息显示将变为原来的类型和目的地（如“大和路快速 奈良”）。

译者注：因为该车会在大阪环状线先绕一圈，而且该车在环状线东半环各站停车，猜测JR西为提高利用率所以在天王寺始发时将其表示为环状运转的普通车，也是因为一般人在天王寺站不会乘坐内环列车前往西半环，故这样表示，但是列车一旦离开天王寺方向幕则会表示回自己本该表示的方向幕和目的地。该列车在西半环为快速列车，有部分车站不会停靠，而且再次到达天王寺后会进入大和路线行驶，故希望各读者于天王寺乘坐大阪环状线时多加注意。

#### 阪和线・关西空港线直通列車
大阪环状线与阪和线相互直通的快速列车有：关空快速・纪州路快速、快速列车和直通快速列车。关空快速・纪州路快速列车和快速列车会通过大阪环状线的野田站、芦原桥站和今宫站，直通快速列车则在大阪环状线内各站停车。
在白天和夜间，关空快速・纪州路快速列车每小时运行四班（每15分钟一班）。 在早高峰时段，外环方向的直通快速列车会取代关空快速・纪州路快速列车。
1990年3月10日起，开通了新大阪至新宫的夜行快速列车，为首次开通的与阪和线的直通列车。1994年9月4日关西国际机场启用后，京桥站 - 大阪站 - 关西机场站之间的关空快速列车作为关西机场线的直通列车开通。 当时，列车大阪环状线内的停靠站为京桥站、大阪站、西九条站、弁天町站、新今宫站和天王寺站。从1995年4月20日开始，至1999年5月9日，“关空快速Wing”开行，该列车会通过关空快速的停车站西九条站、弁天町站和新今宫站。
直到2008年3月14日，从大阪环状线天王寺站出发和到达的列车只在清晨和深夜运行，内环列车在京桥站 - 大阪站也是快速运行；次日（15 日）的时刻表修订后，天王寺站附近与阪和线的联络线改为双轨，因此更多列车开始在早高峰时段以直通快速列车的形式直达大阪环状线，环绕大阪环状线的列车数量也有所增加；而且在大阪站 - 京桥站 - 天王寺站之间的每个车站，关空快速・纪州路快速和快速列车都会停车，解决了部分快速列车通过车站的列车间隔过长问题。
此外，随着2012年3月17日时刻表的修订，白天直通JR梦咲线的列车数量减少，这一时段的大部分列车改为往返于大阪环状线天王寺站的列车，因此在京桥站折返的列车仅为早晨、部分晚间列车，以及深夜时段的列车。 部分列车还在夜间时段开往日根野站（属于快速列车）。
直通阪和线的快速列车与上文叙述的直通大和路线的快速列车一样，会从天王寺站始发，在大阪环状线的内环线上绕行一圈，然后回再次经过天王寺站，接着直通进入阪和线。对其的表示引导也与直通大和路线（关西本线）的列车相同，都是从首站天王寺站到下一站寺田町站之后才会变更为原来的表示。

#### 特急列车
自1989年7月22日起，特急“黑潮”开始从新大阪站或京都站始发并直通入大阪环状线运行。 1994年9月4日关西国际机场启用后，特急“遥”也开始经过大阪环状线直达进入阪和线和关西机场线。 此外，1990年还运营过临时特急“Expo 雷鸟”，2000年代运营过临时特快“Universal Express”，2010年运营过临时特急“Mahoroba”。
然而，大阪环状线内只有大阪站和天王寺站之间的西半段有特急列车运行，这些列车直到2023年2月13日梅田货物线转为新的地下线时才真正地经过大阪站，即使在切换路线后也要到同年3月17日才开始在大阪站停靠，而且由于一些黑潮列车直到该日才在西九条站停靠，而其他特急列车只在天王寺停车，因此，大阪环状线内的特快列车的使用机会寥寥无几。自同年3月18日起，特急列车开始在大阪站（梅北地下站台）停靠，大阪站和天王寺站之间也因此拥有了特急列车，但现在特急列车均在大阪站的地下站台停车并乘降，而曾经的特急列车停车站西九条则不再能乘坐特急列车。

### 货物列车
在福岛站和西九条站之间，每天有两班列车会经由平行的梅田货物线运行，特殊日期时每天可有三班列车经由梅田货运线运行。 所有货运列车均在樱岛线的安治川口站始发和终到。
在弁天町站和大正站之间，曾有一条名为大阪臨港線的非电气化单轨货运支线，从境川信号场开始与大阪环状线分离。该线路曾经负责大阪港的货物运输，但由于货物运输减少，从2004年11月起，大阪临港线最后剩余的境川信号站至浪速站之间的线路停运，并于2006年4月1日废止线路。线路运营的末期，每天安排两个往返班次，但由于货运量不足，很多时候都会暂停服务。
该线路还有从浪速站到大阪港站（不是大阪地铁中央线的大阪港站）和大阪东港站的货运支线，以及从野田站到大阪市场站的货运支线，这两条支线均于1984年2月1日废止。

## 给旅客提供的标示

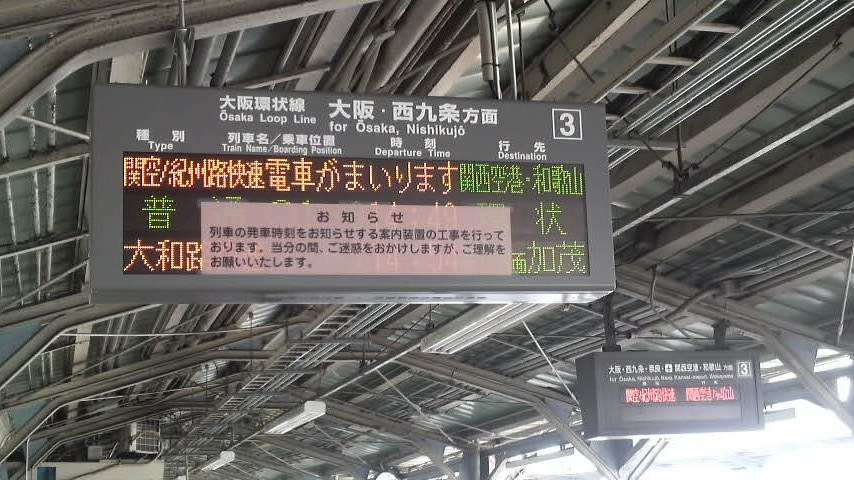
左侧是当时在试验的新型发车标示器，右侧是旧式发车标示器（摄于京桥站）

过去，大阪站、西九条站、新间宫站和天王寺站以外的环状线站台上的发车标示器（即站台或检票口显示车次信息的显示屏）不显示发车时间和上车位置，但随着2009年10月4日引入大阪环状线和大和线运营管理系统，安装了具有乘客信息处理功能（PIC）的发车标示器，可显示发车时间、上车位置以及列车延误情况等信息。不过，大阪站的一些发车标示器仅提供直通关西本线、阪和线和关西机场线的快速列车信息。
由于运行模式的原因，有些列车会在途中改变目的地，如上文所述，有些列车从环状运行改为区间运行，还有很多列车会直通进入其他线路。
此外，只有野田站、福岛站、西九条站、新今宫站、天王寺站和天满站的岛式月台（现在是双面双轨的单月台）分配了月台号，其他站台没有分配月台号。 在大阪站，只有环状线月台被命名为“环状线内环月台”和“环状线外环月台”，并没有编号，但随着大阪站的改善工程，月台编号开始分配。从2006年9月左右开始，月台编号逐渐分配给有相对月台的车站，直至2008年3月，最后一个获得月台编号的京桥站获得了月台编号。
在大阪环状线上环状运转的列车，发车标示器上会将终点站表示为为“循环”，但自2019年3月时刻表修订后，与323系列列车一样，使用天王寺站、鹤桥站、京桥站、大阪站、西九条站和新间宫站这六个主要车站中最近的两个车站，标明终点站为“○○・△△” (例如，在大阪站，内环列车的方向会被表示为为 “西九条・新今宫方向”，外环列车方向会被表示为 “京桥・鹤桥方向”）。 这种表示方法在山手线上也使用了多年。
乘降车门位置标识方面，作为JR西日本的标准，3门车的乘车位置用△表示，4门车的乘车位置用○表示，自2019年6月201系列车停止运营以来，仅以△标记为指导，但从2021年2月6日起，仅在大阪环状线和JR梦咲线（樱岛线）上，323系列车（设有女性专用车厢，采用长座椅）运营的列车标有○，221系、223系、225系（带厕所、交叉座车厢）运营的列车已更改为以△标记引导。。

### 发车旋律
在每个车站的环状线站台上，都有可由列车长操作的按钮开关，如果列车长在列车出发前按下按钮，内门和外门都会关闭。 并且会播放：“车门正在关闭，车门正在关闭，请注意安全”的广播。在过去，按下该按钮后，该提示语音是在发车铃声（1999年至2003年期间为发车旋律）之后播出的。
在1999年5月，各车站相继导入了发车旋律、列车接近旋律和列车进站旋律。 这些旋律以“清新简约”和“八百八桥流水”为概念，但从2003年12月下旬开始，各车站逐渐停止使用出发旋律，以缩短列车的停靠时间提高运行效率。
在那之后，作为“大阪环状线改造项目”的一部分，JR 西日本从2014年3月起在各车站导入了不同的发车旋律。 引入的车站和歌曲如下表所示：森之宫站、京桥站和西九条站的发车旋律于2014年3月15日时刻表修订之际开始使用，大阪站的发车旋律从5月1日开始使用，其余车站从2015年3月22日开始使用。
| 站名         | 使用乐曲                                                 | 备注                                                                                      |
| ------------ | -------------------------------------------------------- | ----------------------------------------------------------------------------------------- |
| 天王寺站     | あの鐘を鳴らすのはあなた                                 | 以附近四天王寺的钟声命名，当地出身为天王寺区歌手和田アキ子的代表作。                      |
| 寺田町站     | Life Goes On                                             | 由大阪嘻哈组合 韻シスト 创作的歌曲。                                                      |
| 桃谷站       | 酒と泪と男と女                                           | 河岛英五的代表歌曲，与桃谷有关。                                                          |
| 鶴橋站       | ヨーデル食べ放題                                         | 它之所以得名，是因为烤肉已成为车站周围地区的形象，该曲是与 Manpuku Brothers 合作的歌曲。  |
| 玉造站       | 玛莉有只小绵羊 （美国民谣）                              | 这首歌与该站高架底下的商业建筑“Viera玉造”有关，该建筑的窗框被用作代表这首歌的音阶。       |
| 森之宮站     | 森のくまさん （美国民谣）                                | 它以车站名称中的“森”命名。                                                                |
| 大阪城公園站 | 法螺貝 （オリジナル曲）                                  | 以大坂之役命名                                                                            |
| 京橋站       | 大阪うまいもんの歌 （原曲:王老先生有块地〈美国民谣〉）   | 以车站周围 “美好”和 “生机勃勃”的形象命名。                                                |
| 樱之宮站     | 樱桃                                                     | 以大川的樱花和车站名称命名。同时也是出身为大冢爱的代表作。                                |
| 天满站       | 花火                                                     | 以夏季在大阪天满宫举行的天神祭命名。大阪出身的aiko的代表作。                              |
| 大阪站       | やっぱ好きやねん                                         | 这是全心全意热爱大阪的家铺隆仁的代表作。                                                  |
| 福島站       | 夢想花                                                   | 因绕圈运行的大阪环状线和歌词「回って回って…」命名。大阪出身的歌手和电视人円広志的代表作。 |
| 野田站       | 一週間 （俄罗斯民谣）                                    | 因附近的大阪市中央批发市场和歌词「日曜日に市場へ出かけ」命名。                            |
| 西九条站     | アメリカン・パトロール （F. W. Meacham〈作曲〉）         | 以本站为去往日本环球影城的中转站命名。                                                    |
| 弁天町站     | 線路は続くよどこまでも （美国民谣）                      | 因车站前的交通科学博物馆命名并选曲。                                                      |
| 大正站       | 凤仙花 (民歌) （沖縄音楽）                               | 与冲绳文化色彩浓厚的城镇形象有关而选曲。                                                  |
| 芦原桥站     | 祭 （芦原橋太鼓集団「怒」〈作曲〉）                      | 因车站周围的太鼓盛行得名并选曲。                                                          |
| 今宮站       | 大黒様 （文部省唱歌）                                    | 以附近的大国主神社命名。                                                                  |
| 新今宮站     | E小调第9号交响曲《自新大陆》 （安东宁·德沃夏克〈作曲〉） | 因附近的地名新世界而选曲。                                                                |

### 活用路线记号的引导标示
与2014年度线路符号的引入相对应，自2015年3月14日时刻表修订版起，由大阪环状线直通其他线路的列车如大和路快速、关空快速和纪州路快速按所直通的路线，在方向幕使用相应的线路符号显示。从其他路线直通入大阪环状线的列车，线路记号为用红色背景的“O”；直通阪和线和关西空港线的列车，方向幕中的线路记号采用蓝色背景的关西空港线的线路符号“S”，并用飞机图标装饰；开往和歌山的列车，线路记号为橙色背景的阪和线的线路符号“R”；开往奈良的列车。线路记号为绿色背景的大和路线的线路符号“Q”；直通去JR梦咲线（樱岛线）的列车，线路记号为蓝色背景的樱岛线的线路符号“P”。

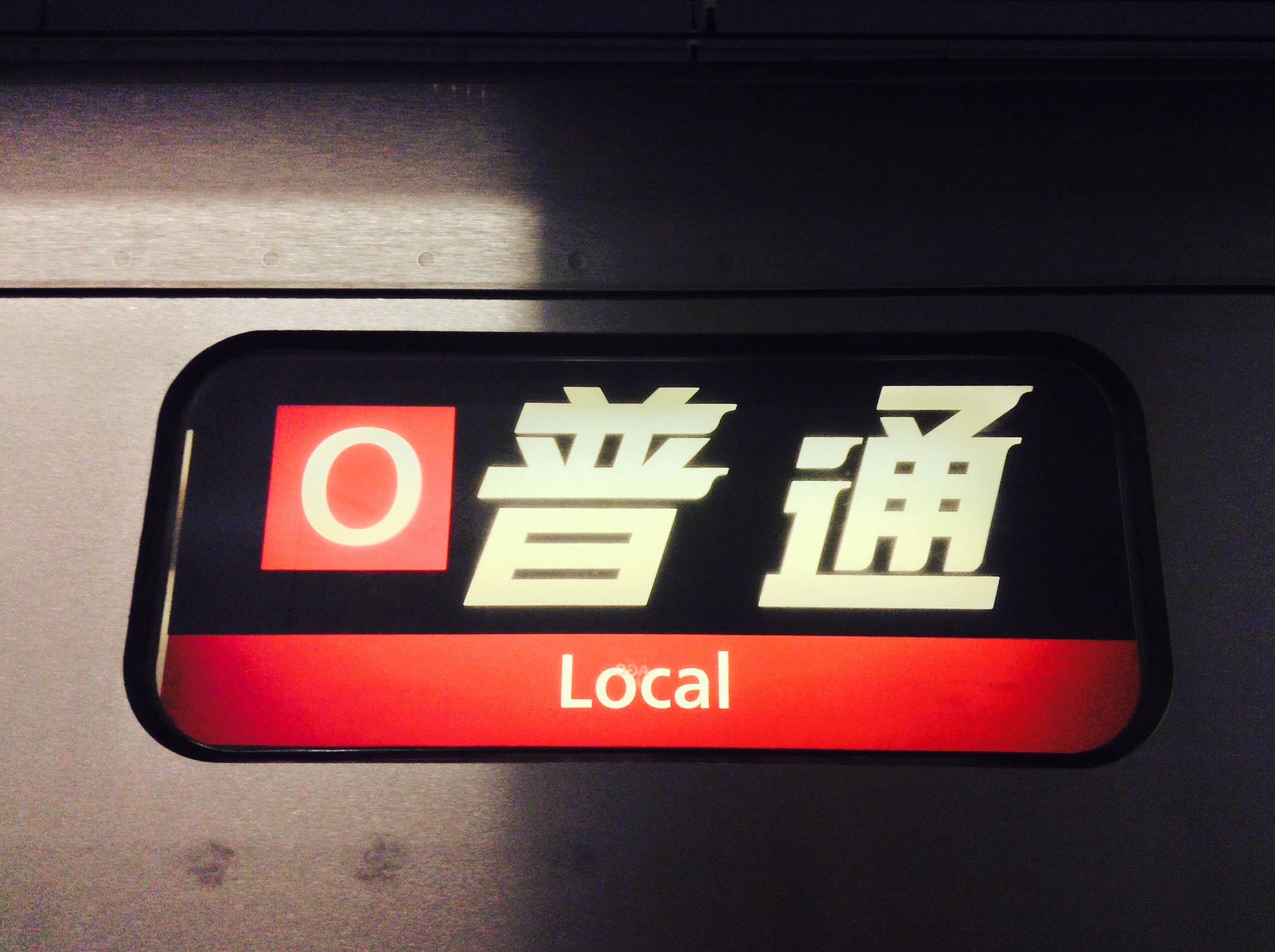
大阪环状线列车的方向幕“O”
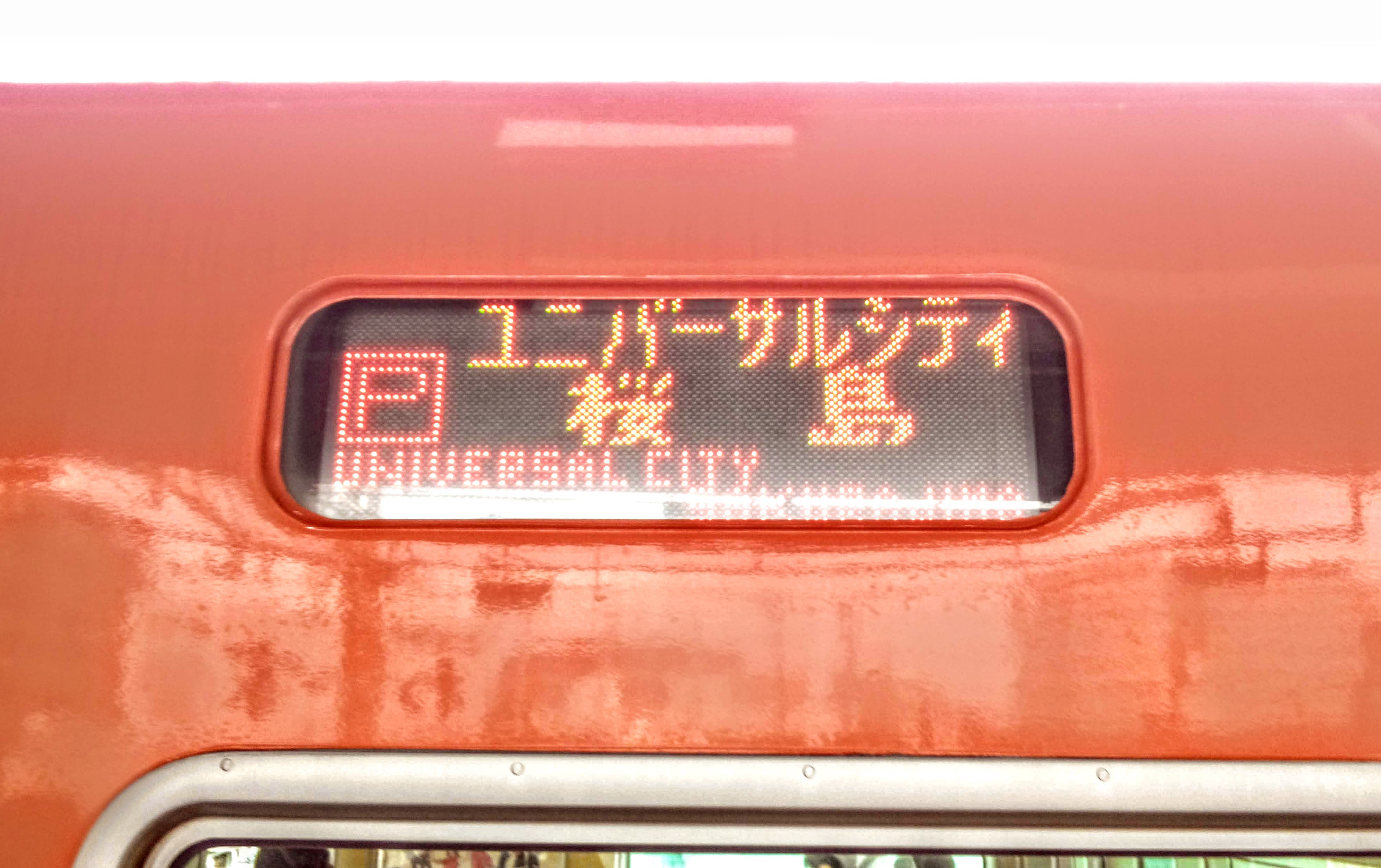
梦咲线列车的方向幕“P”
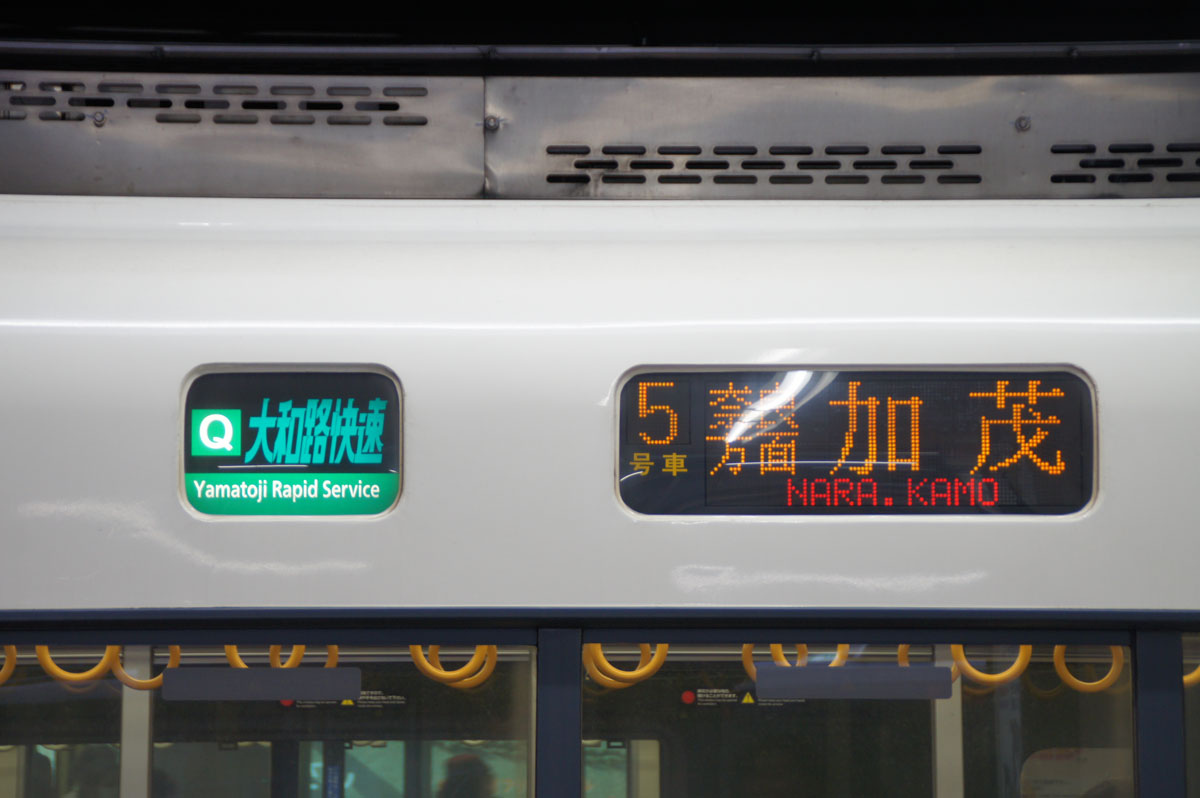
大和路快速的方向幕“Q”
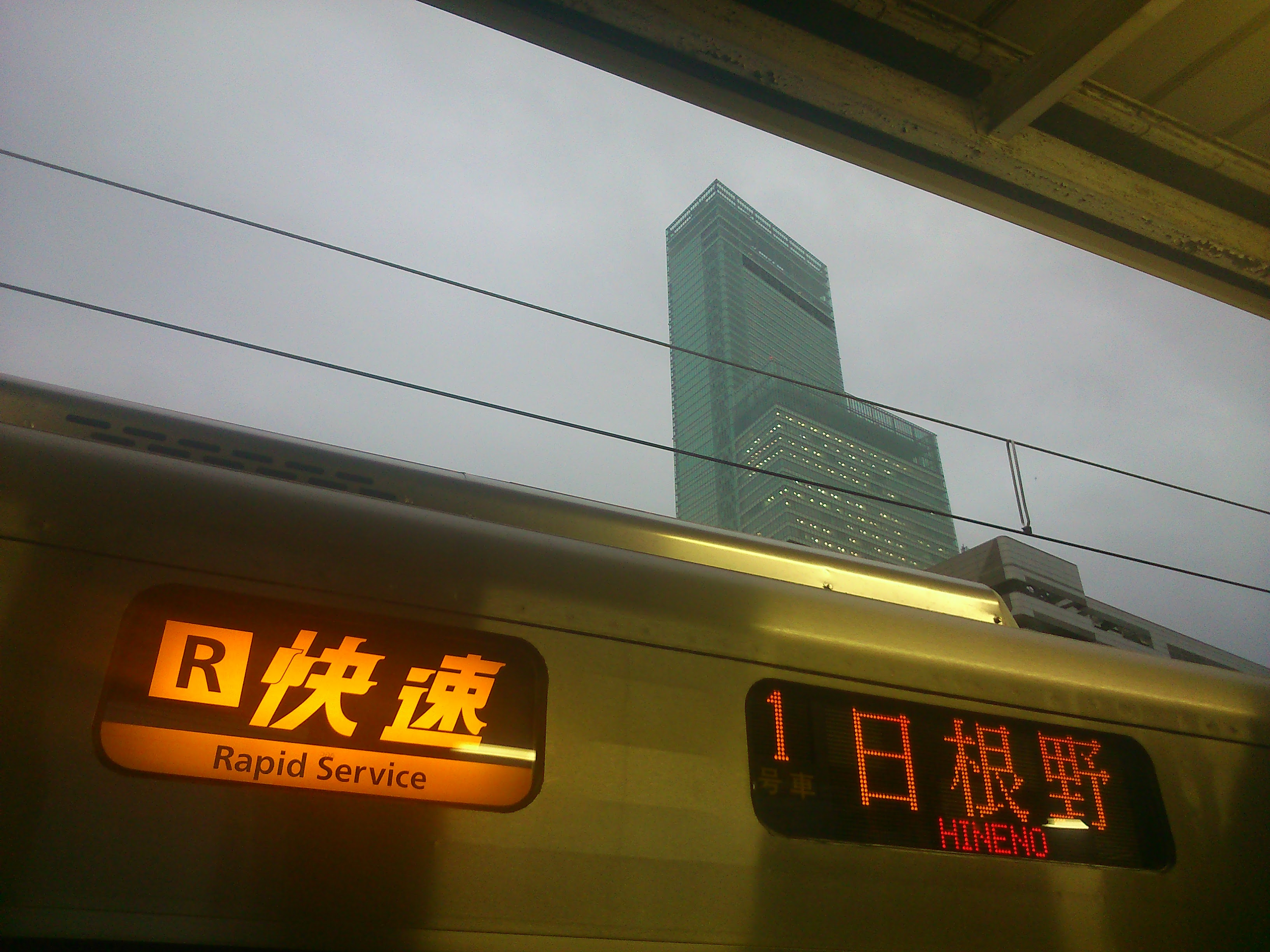
阪和线列车的方向幕“R”
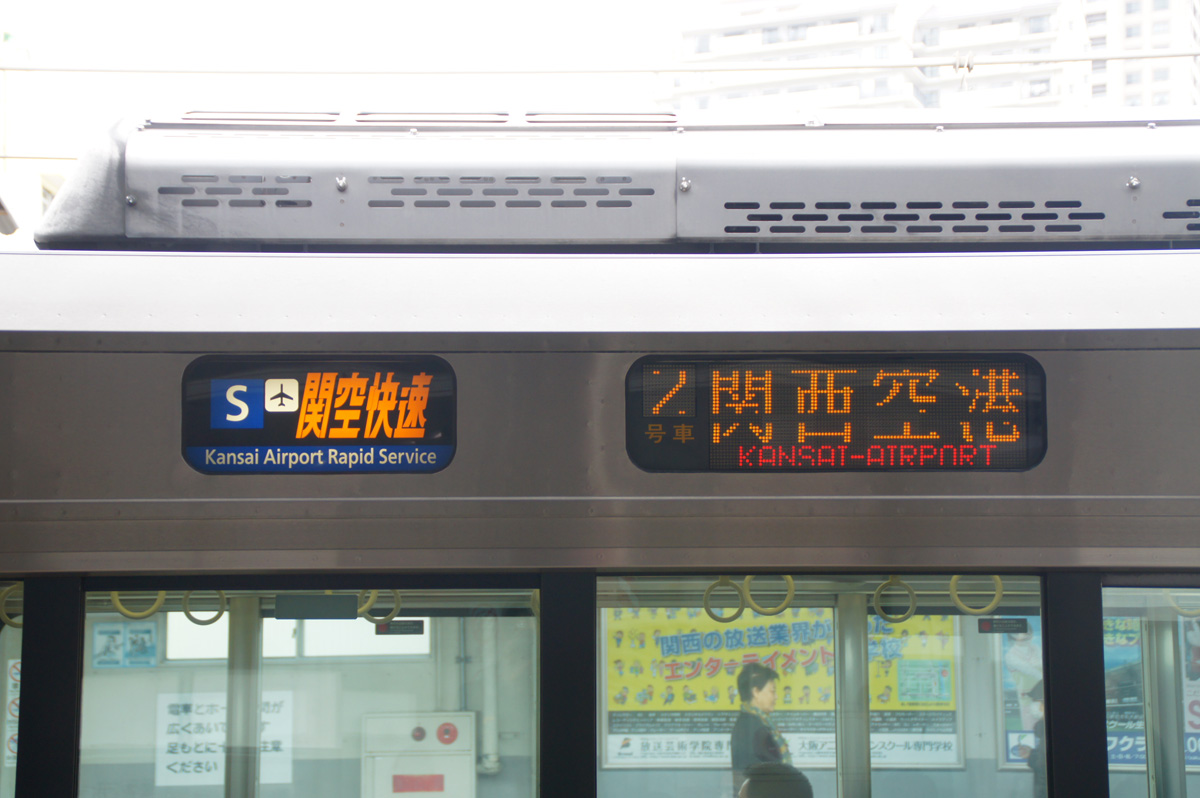
关空快速的方向幕“S”

### 女性专用车厢
在323系的八节车厢列车的4号车厢，无论是平日还是节假日，每天从首班车到末班车都设有女性专用车厢。 在相关车厢和上车位置都设置了女性专用车厢信息标志。 与阪和线和大和路线直通的列车则没有设定。
大阪环状线于2002年7月1日开始试运营女性专用车，仅限于平日首班车至上午9点的大阪环状线内的环状运行的普通列车，并于同年10月1日全面推行。 之后，从同年12月2日起，在工作日的17:00至21:00也开始提供女性专用车厢。
自2011年4月18日起，无论工作日还是周末，每天从首班车到末班车都有女性专用车厢。

## 利用状况
在1995年，有136万人使用该线路，但到2012年，这一数字已降至108万人。2019年度，该线路的日均通过人数为292574人。 这一数字高于平行的大阪地铁御堂筋线的260840人次和大阪地铁谷町线的100723人次。
原城东线的天王寺站 - 京桥站 - 大阪站的区间（以下简称东半段）与大阪站 - 西九条站 - 天王寺站的区间（以下简称西半段）在性质上存在明显差异，大部分乘客集中在东半段，该区间连接京阪本线和片町线（学研都市线）的京桥站以及近铁奈良线和近铁大阪线的鹤桥站等近郊线路。因此，即使在环状线全线成环后，依旧在东半段设置了许多折返的区间列车，附近正在开发为商业区和住宅区，运营密度很高。
另一方面，西半段线路的运行密度较低，乘客数量也较少，但自1973年开通直通关西本线（大和路线）的列车以来，1989年开通了特急 “黑潮”等直达阪和线的列车以来，还有1994年关西国际机场开通后，直达关西国际机场特急列车“遥”和关空・纪州路快速列车从天王寺站东面进入大阪环线之后，西半段的运行密度不断提高。 但是，在特急列车和快速列车不停车通过的车站，时刻表也变得不便，经天王寺站往返于东西两半线路也变得不方便。 但对应地，快速列车的停靠站的便利性有所改善，弁天町站附近也出现了高层建筑和塔式公寓，大正站和西九条站在大阪巨蛋和日本环球影城开业后，周六和节假日的旅客也在增加。此外，由于大和路快速、关空・纪州路快速的列车数量增加，西半段线路的速度也有所提高，这也促使越来越多的人使用大阪环状线来往于大阪站和天王寺站之间，部分原因是无需换乘且票价更便宜。

## 使用列车
本节介绍在大阪环状线上使用或曾经使用过的车辆。 对于货物列车，只介绍牵引机车（包括 M250系货物列车）。

### 现役列车

#### 旅客列車
以下列车均为电车。

##### 普通・快速列车用
所有车辆均为三门车。 323系电车采用长座椅（类似地铁），而其他列车则采用横向交叉座椅。

###### 大阪環状線・桜島線用列车
使用车辆全数配属于吹田総合車両所森之宫支所（旧时的森之宫电车区）。
323系
该列车为八节车厢固定编组，用于大阪环状线和樱岛线的普通列车。 该列车作为大阪环状线改造项目的一部分引进，于2016年12月24日开始商业运营。从那时起，它陆续取代了所有103系和201系列车，并于2019年6月8日完成了22列八节车厢编成的引进，合计共有176节车厢。

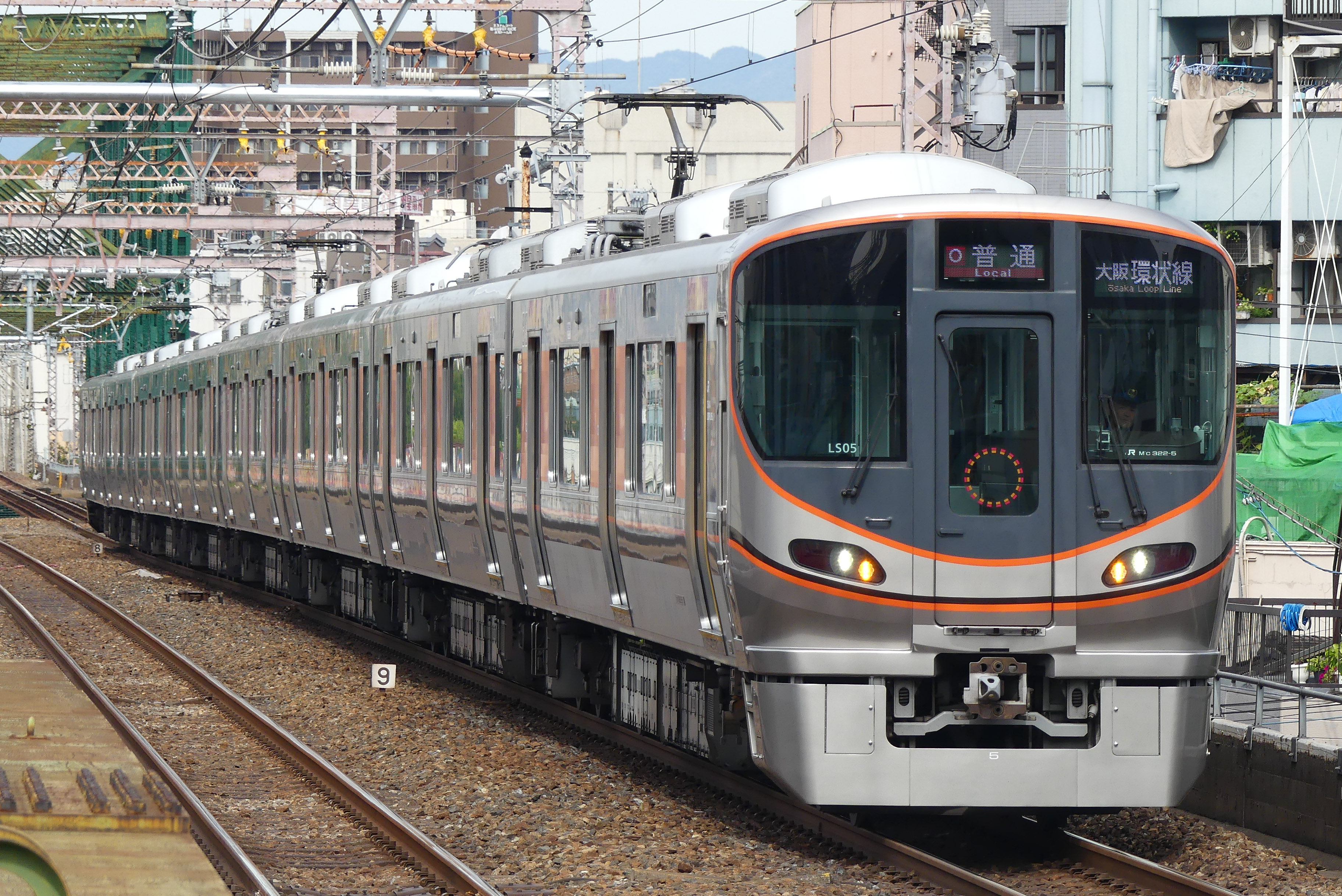
323系

###### 大和路線直通列車
使用的列车配属于吹田综合车辆所奈良支所（旧时的奈良电车区）。
221系
使用八节编成的列车（部分列车由两列四节编组的列车组合而成）。 主要用于直通大和路线的大和路快速列车和区间快速列车。在早高峰时段，它们还用于运行大阪环状线的普通列车。
2000年3月至2010年12月，它们还曾用于运行深夜从新大阪站开往御坊站（2010年3月前开往纪伊田边站）的列车，也用于直通阪和线和纪势本线的列车。该列车的前四节车厢开往御坊站，后四节车厢在日根野站分离。

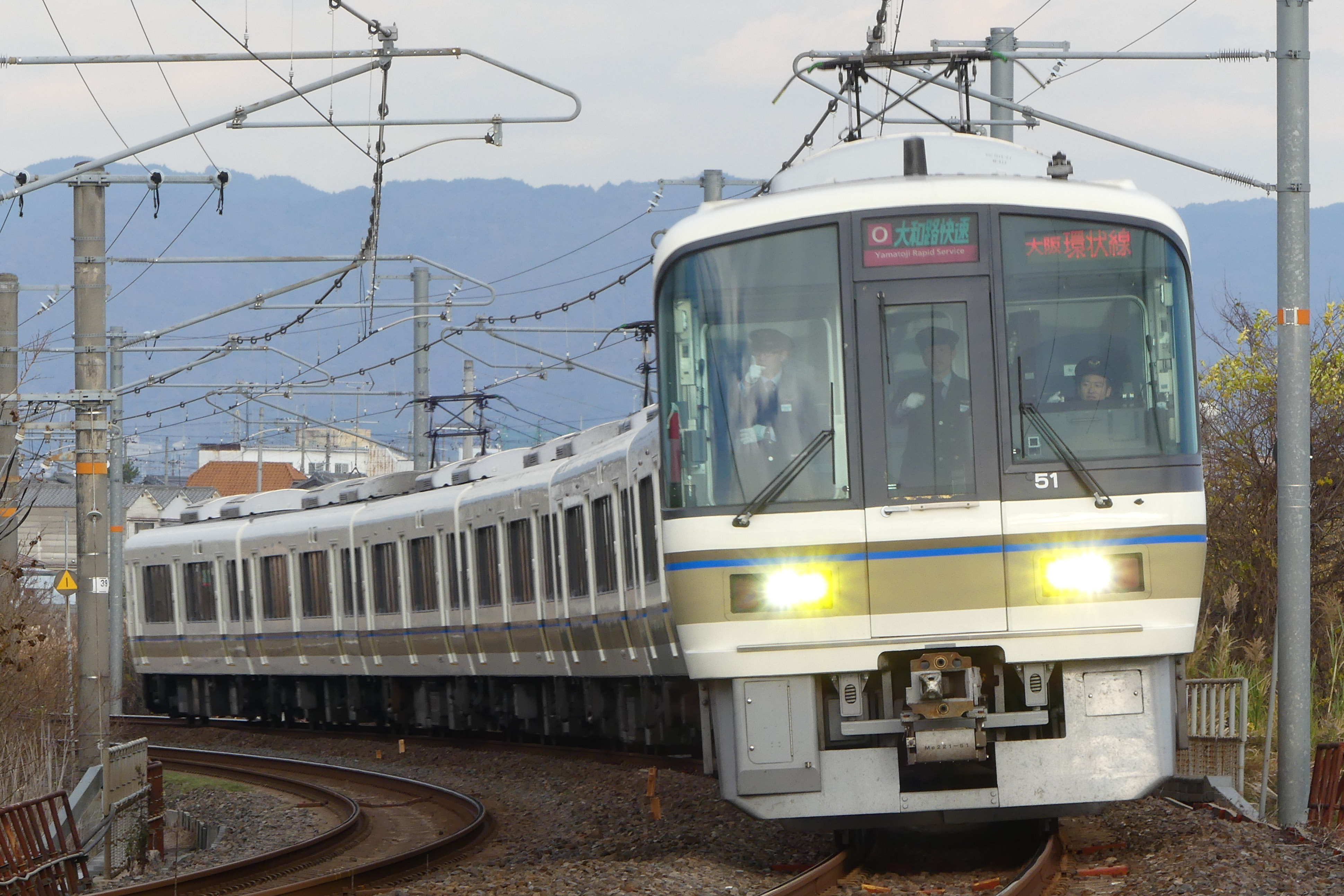
221系

###### 阪和線・関西空港線直通列車
使用的列车配属于吹田综合车辆所日根野支所（旧时的日根野电车区）。
223系（0、2500番台）・225系（5000、5100番台）
使用八节车厢的列车（两列四节车厢列车相连）。 它们主要用于直通阪和线的关空快速列车、纪州路快速列车和直通快速列车服务。 两列223型列车共同运营。
223系最初在大阪环状线上运行时，是作为六节车厢列车运行的（早上和白天，在天王寺站于JR难波站始发终到的两节车厢列车分离和合并），但在1999年5月开设纪州路快速列车时，它们变成了由五节车厢和三节车厢组成的八节车厢列车，并从2008年3月14日起成为目前的配置。

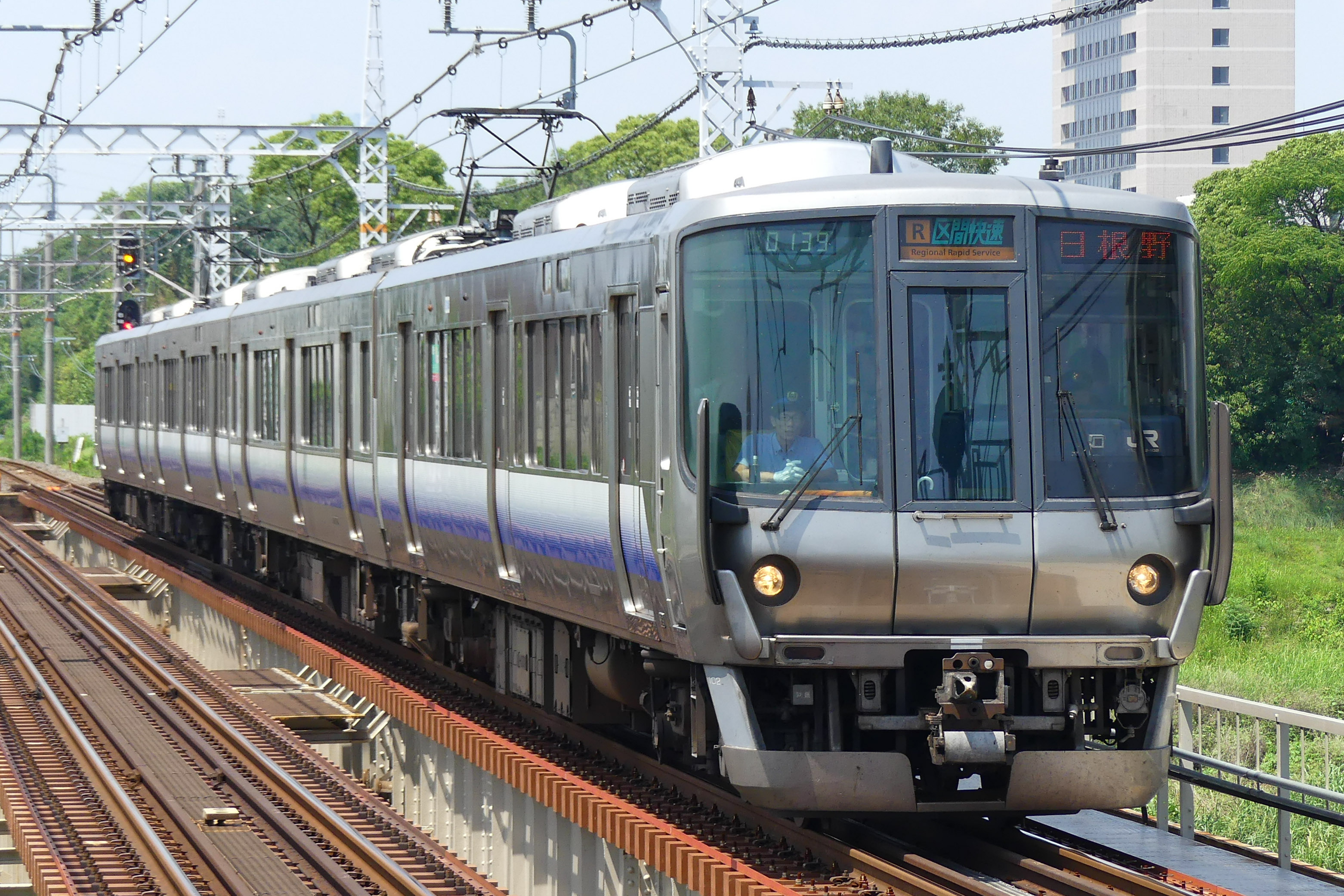
223系0番台
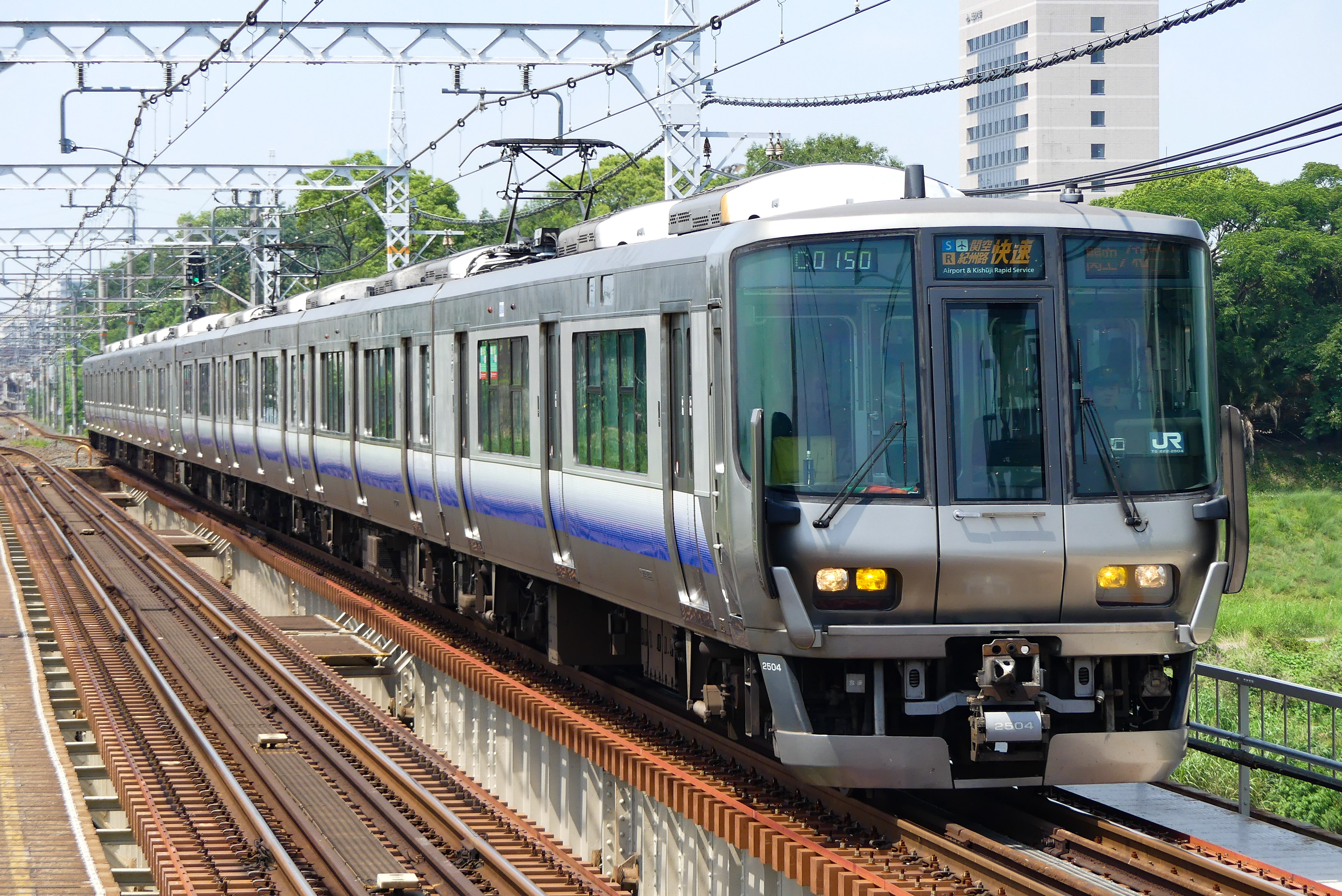
223系2500番台
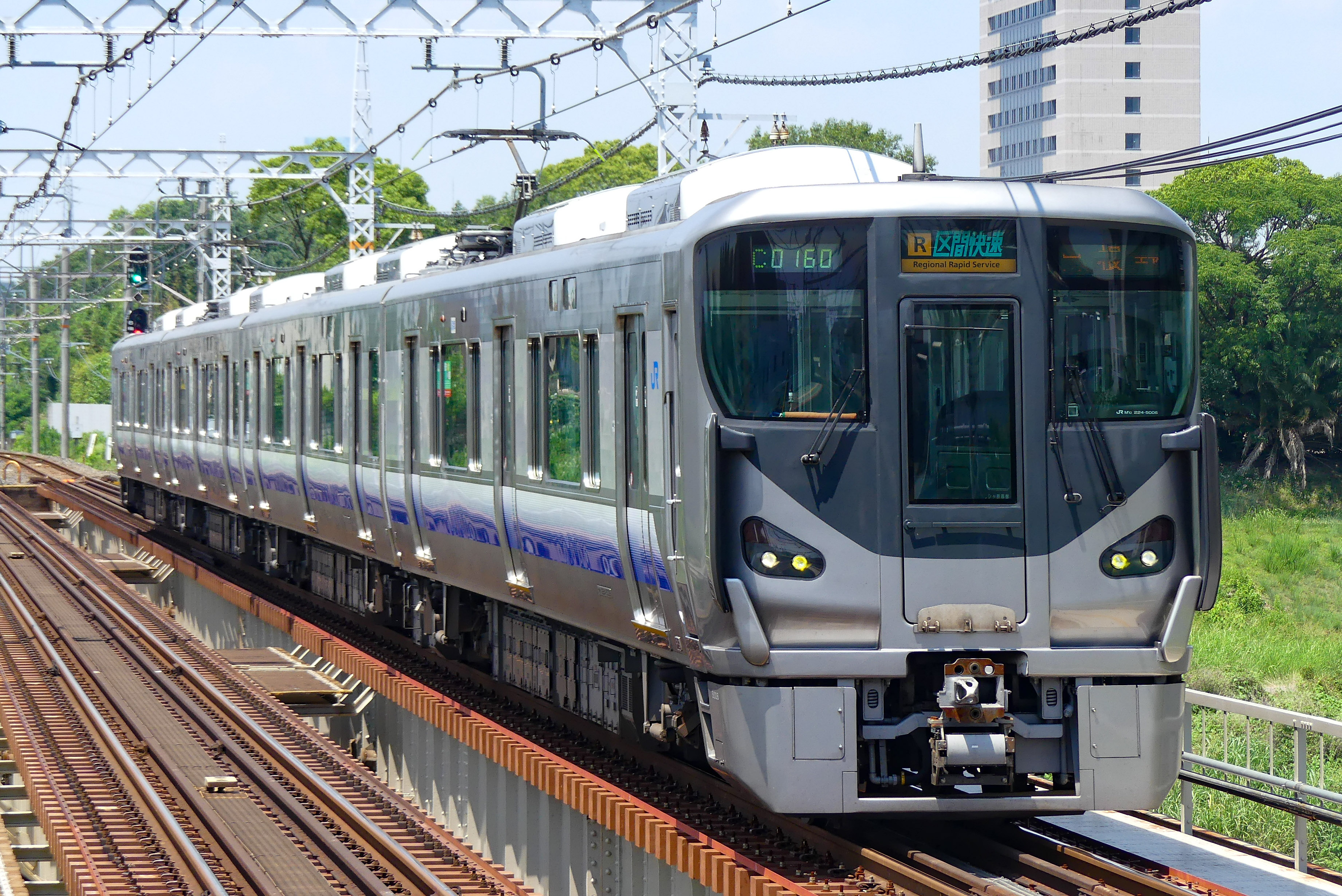
225系5000番台
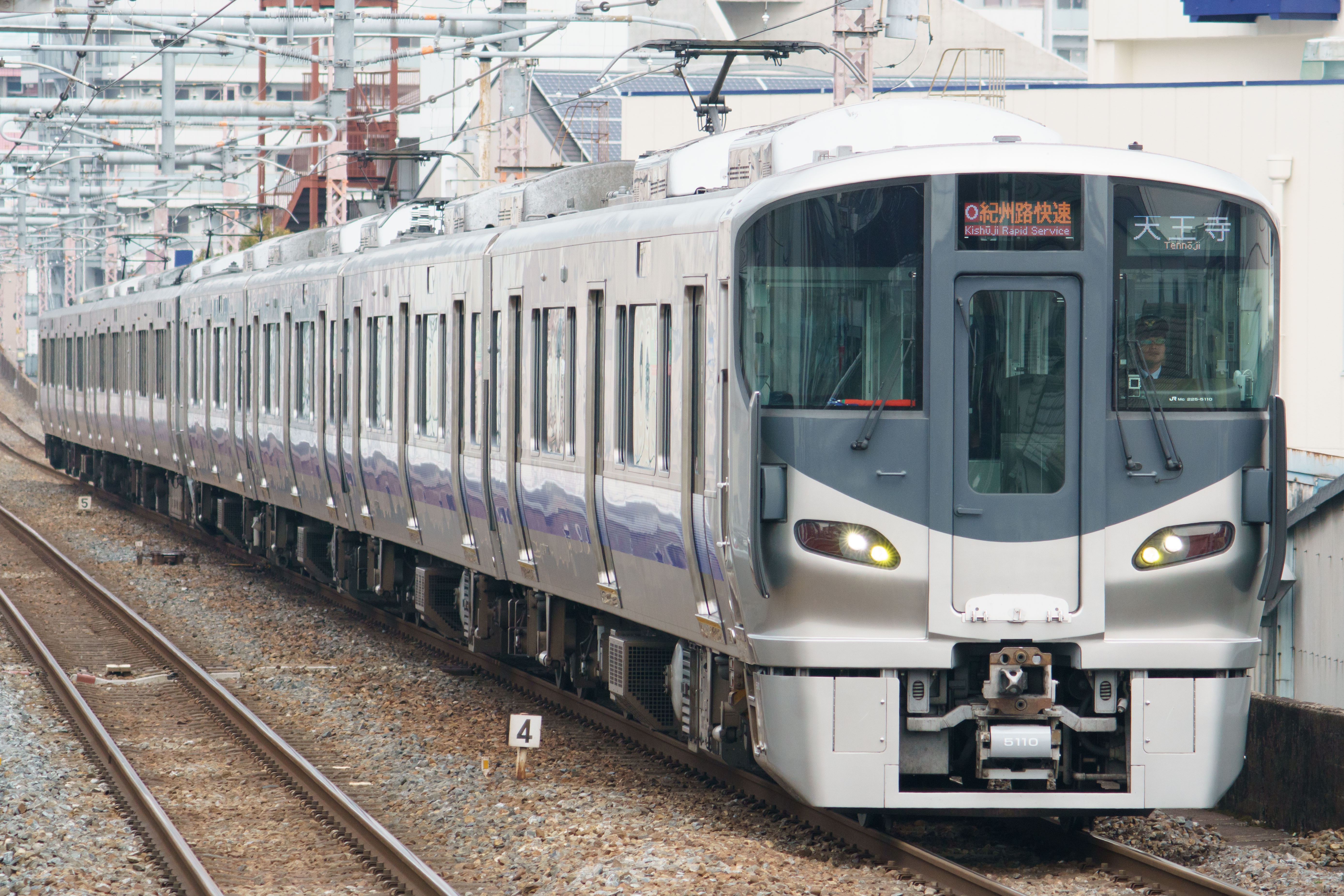
225系5100番台

##### 特急列車
使用吹田车辆综合所日根野支所（旧时的日根野电车区）和吹田车辆综合所京都支所（旧时的京都综合运转所）的车辆。 除非本节中另有说明，否则这些车辆属于日根野支所。
281系・271系
编成为6节编成的基本编组+3节编成的附属编组，担当直通阪和线・关西空港线的特急列车“遥”。
283系・287系
编成为6节编成的基本编成+3节编成的附属编组，担当直通阪和线・纪势本线的特急列车“黑潮”。
289系
京都支所配属的6节基本编组+3节附属编组的289系，担当直通阪和线・纪势本线的特急列车“黑潮”。
。

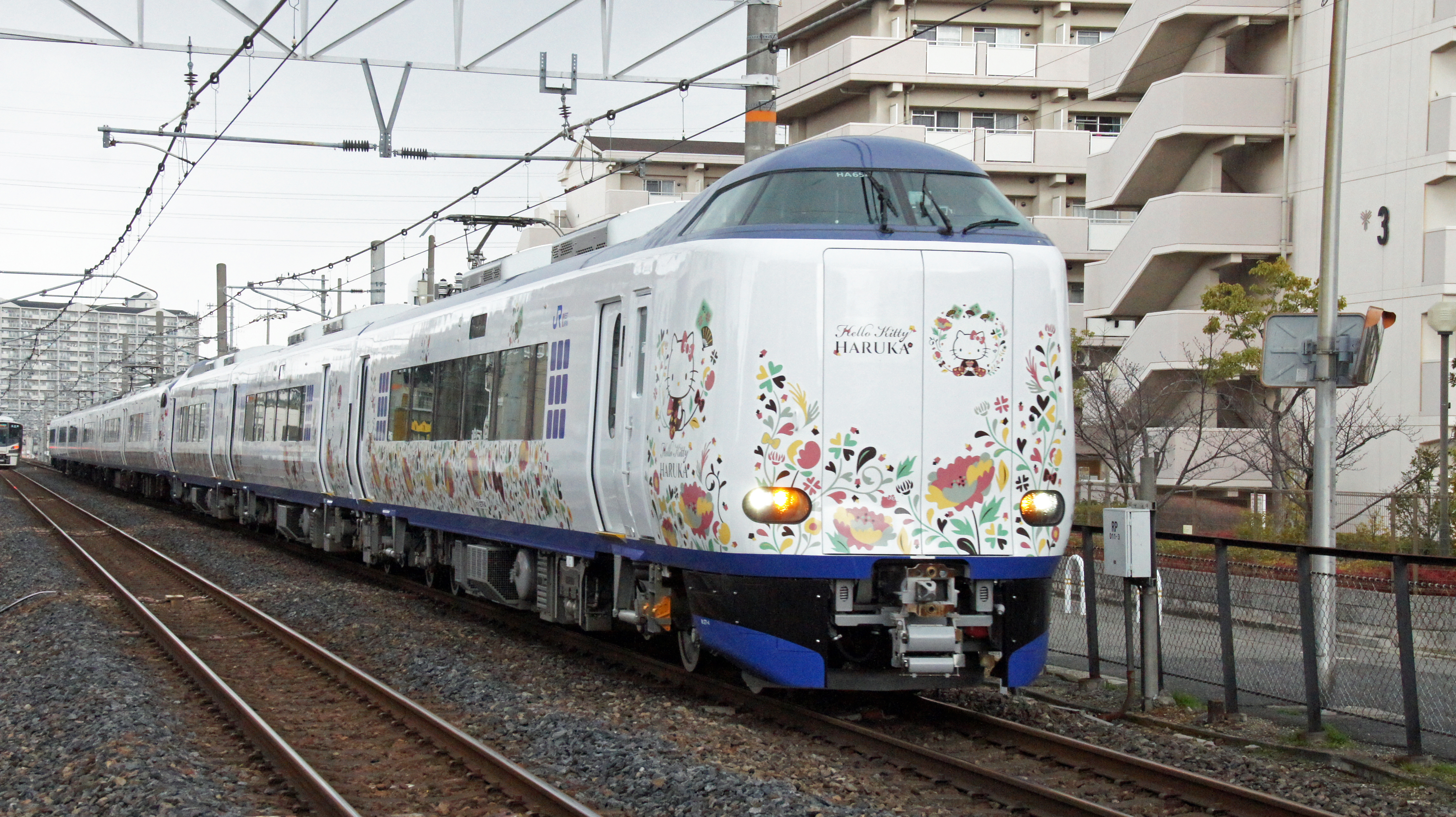
271系
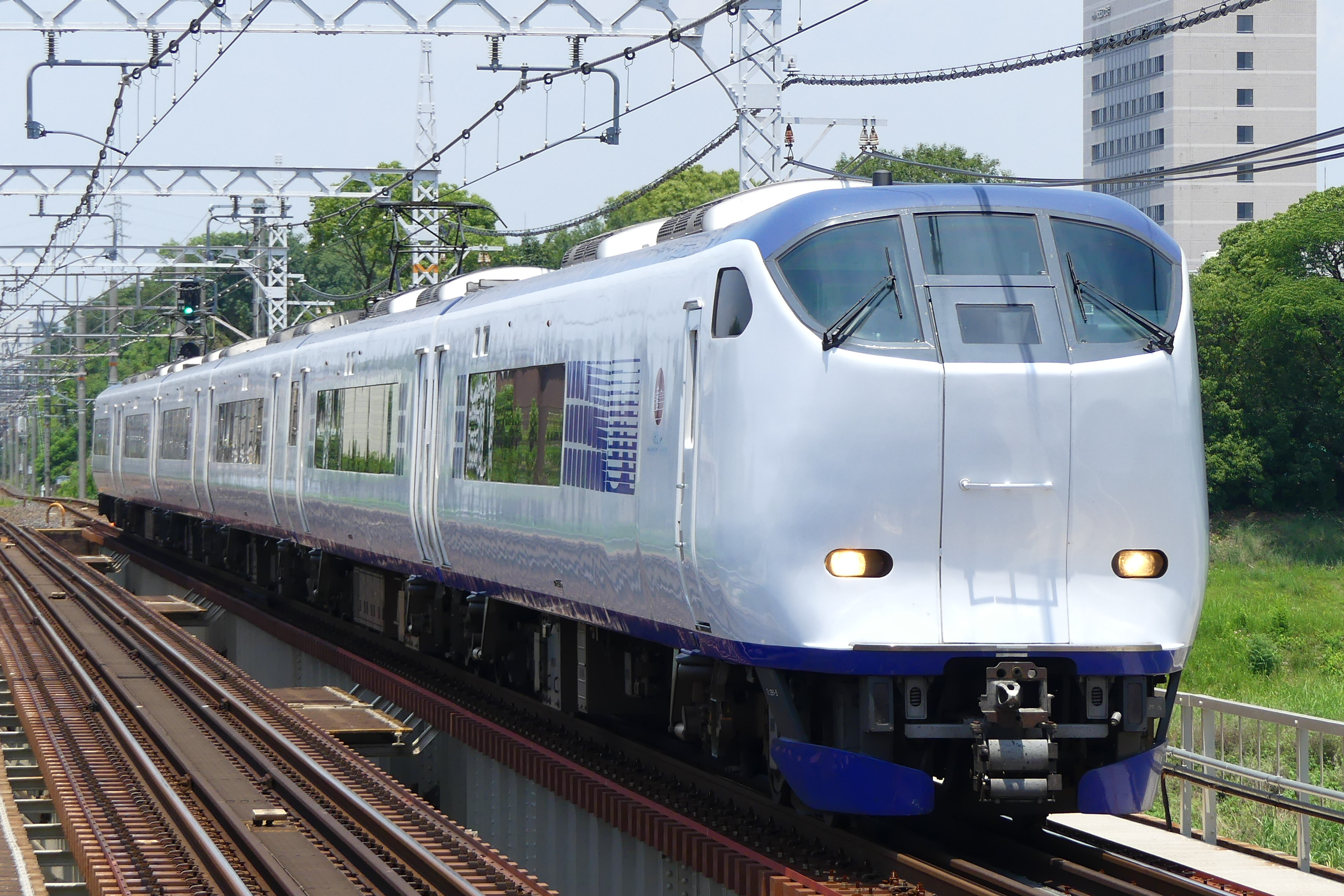
281系
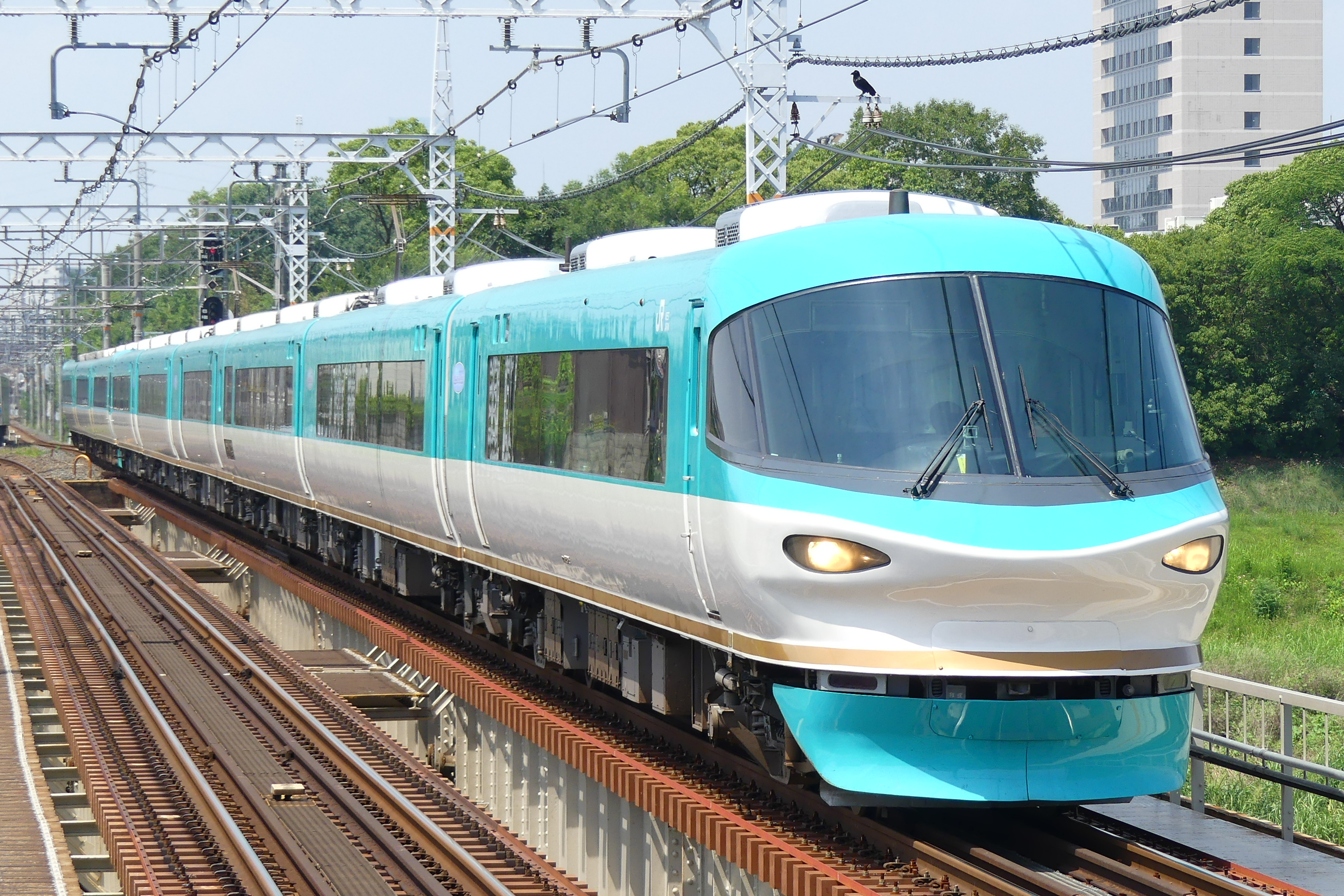
283系
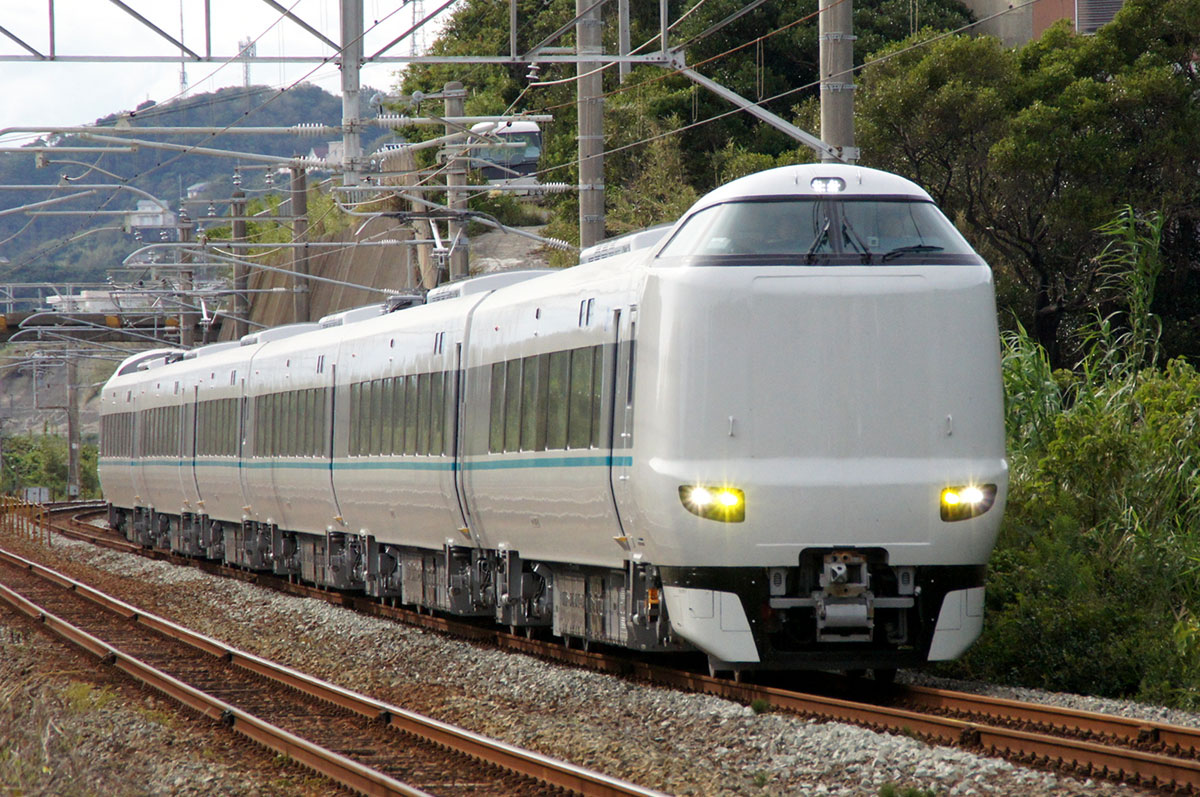
287系
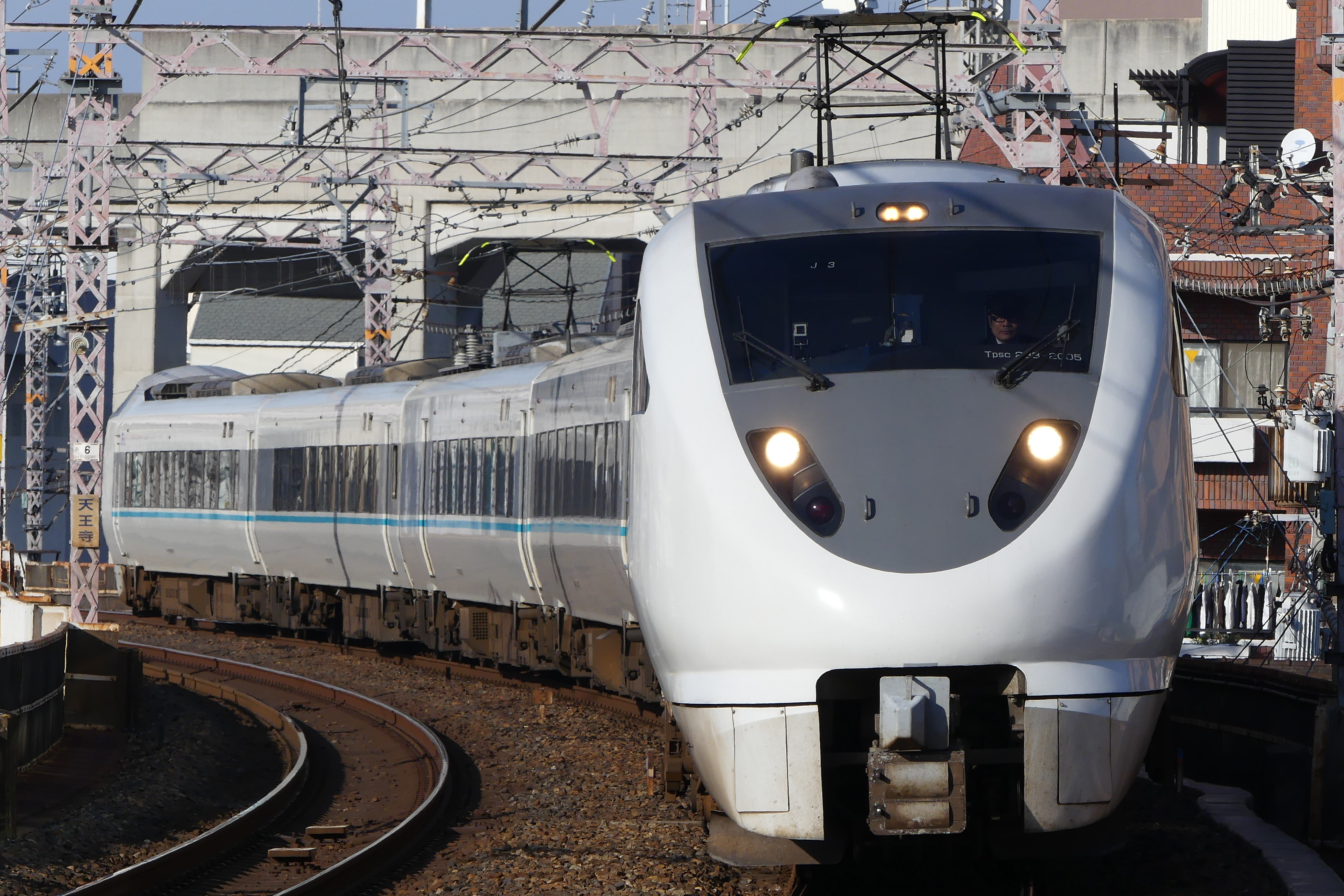
289系

#### 货物列车
作为来往樱岛线（JR 梦咲线）安治川口站货场站之间的货物列车的牵引机车，经由梅田货运线运行，该货运线从福岛站附近与大阪环状线并行至西九条站。
- 电力动车组
  - M250系(Super Rail Cargo)
- 电力机车
  - EF65
  - EF66
  - EF210

### 退役列车

#### 旅客列车
- 72系
- 101系

从大阪环状线全线开通的1961年4月25日至1985年3月期间，以及1989年6月至1991年3月16日期间，这款列车一直在使用。 车体颜色为橙色（  朱色1号）。1991年安装 ATS-P 后，该列车决定退役，并在同年4月28日的大阪环状线30周年纪念活动中作为移动展馆“历史列车”做最终运行。
- 103系

使用的是固定的8节车厢编组的列车，配属于森之宫支所。 车体颜色为橙色（  朱色1号）。这款列车曾经通常用于大阪环状线和樱岛线的普通列车运营。
它于1969年投入使用，长期以来一直是大阪环状线的主要车辆。但自2005年至2007年，从网干综合车辆所转入了不少201系，2007年大量体质改善车辆转移到日根野电车区（当时的称呼）。 因此，到2011年年，MT 比率为 4M4T 的 8节车厢编组列车减少到5列。
2014年6月1日至2017年9月7日，"OSAKA POWER LOOP "涂装列车投入运营。 该列车还曾作为大和路线的区间快速列车直通运行，但在2016年10月3日被奈良支所的221系列车取代后停运。
在樱岛线内的运营的列车为六节车厢编组（日本环球影城开通前暂时为四节车厢编组），但自2012年3月17日时刻表修订后，列车开始以八节车厢编组方式运行。
由于列车老化，同时为了统一车厢的车门数量，从2016年起陆续被323系列列车取代，截至2017年9月，仅剩一个8节车厢编成的LA4编组，同年10月3日该型车在大阪环状线上结束运营。。
过去，曾有过配属于奈良支所的黄绿色车身（  黃綠6號）的八节车厢编组（两个四节车厢编组连接在一起）作为区间快速列车直通大和线运营，但从2016年10月3日起被221系列车取代。
- 201系

使用了配属于森之宫支所的八节车厢固定编组。车体颜色为橙色（  朱色1号）。这款列车曾在大阪环状线和樱岛线内运行普通列车。
2005年12月1日，JR京都线和神户线引进321系列投入运营的时候，201系被转入大阪环状线系统，并于同年12月15日开始在大阪环状线上运行。 最初投入运营的是来自网干综合车辆所的C2编组，列车在那是仍为浅蓝色（  青22号），后来也投入运营了橙色的列车，并从2008年底起全部改为橙色的涂装。
继103系列车进行日本环球影城主题涂装后，该型车的LB6 编成和 LB15 编成分别于2012年10月17日和2013年2月1日进行了日本环球影城主题涂装。
与103系一样，也运行过直通大和路线上的区间快速列车，但自2016年9月30日起停止由该车运行。
由于车辆老化，同时为统一车门数量，从2016年起陆续被323系列取代，并从2017年度起报废或缩减为6节编组，并转入奈良支所。
从2019年3月16日的时刻表修订开始，该列车只在樱岛线内运行，并于2019年6月7日停止运行。。
- 113系(奈良電車区・日根野電車区)

配属奈良电车区的列车，是在1973年关西本线奈良站和凑町站（现在的JR难波站）之间电气化之际，开始运行关西本线的快速列车，在1989年3月13日修订时刻表时，被新开设的大和路快速的221系列车取代，并于1989年7月20日终止了在大和路线的运营。
日根野电车区的车辆，曾经作为清晨早上的，新大阪始发终到并经由梅田货物线的直通阪和线・纪势本线的快速列车的使用车辆，该车在大阪环状线的西九条 - 新今宫段以4节车厢编组运行。并于2011年12月10日停止运营。
- 日本國鐵165系電聯車

自1990年3月至2002年3月，该车型会运营深夜时于新大阪站始发，经由梅田貨物线并直通至阪和线・纪势本线开往新宮站的快速列车（2000年10月之后只到纪伊田边站），后来由于车辆老化被221系取代。
- 485系

1990年4月至9月期间，在临时特快列车“世博雷鸟号”上使用，该列车通过梅田货运线和大阪环线开往京桥站，以通往国际花与绿博览会。
- 381系

从1989年7月22日至2015年10月30日，它一直用于进入大阪环状线的“黑潮”号和“超级黑潮”号特快列车，也用于在2011年3月12日时刻表修订而停运的大和路Liner和2010年4月至6月运营的临时特急“Mahoroba”号。

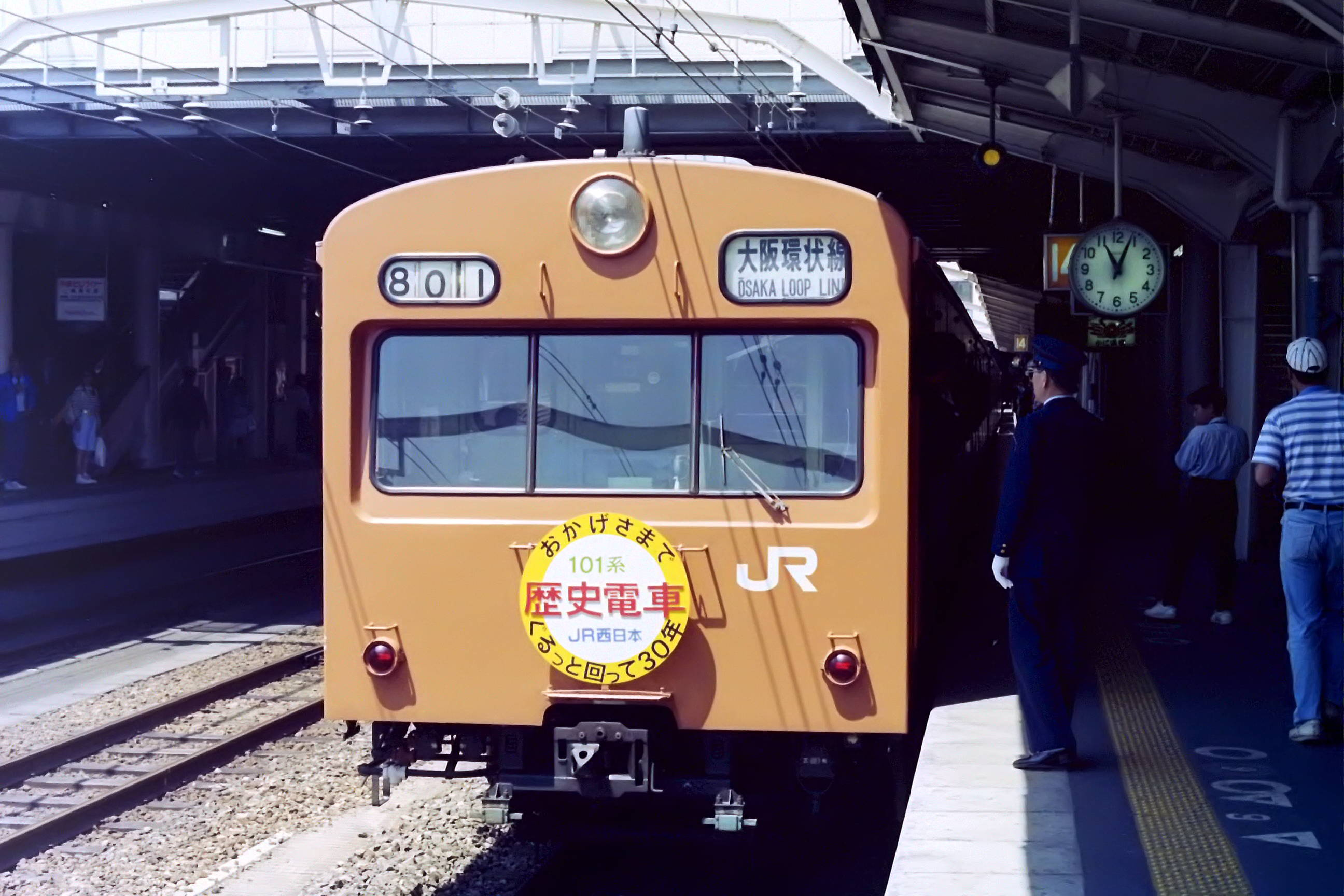
101系 大阪环状线30周年“历史电车”
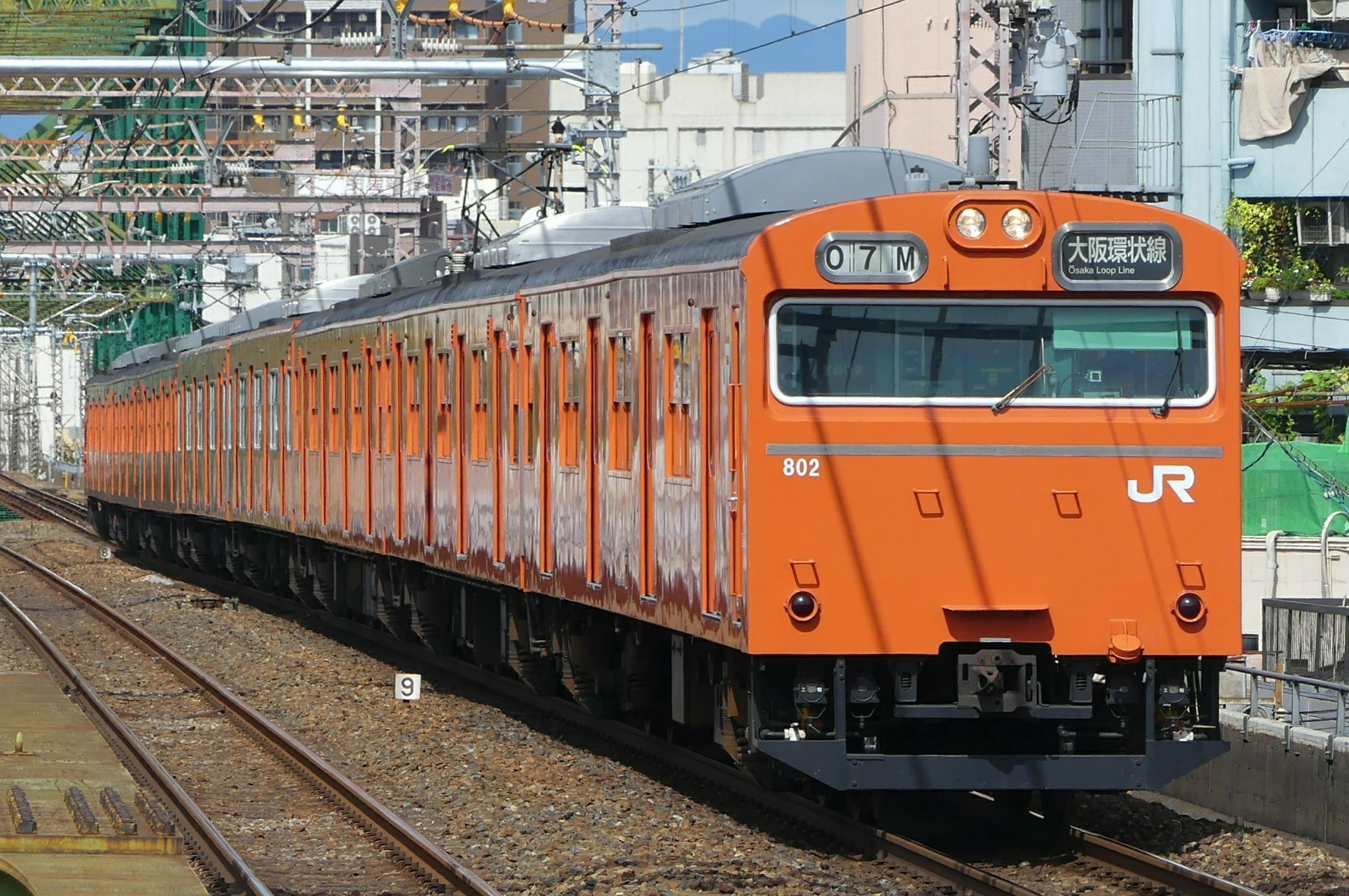
103系
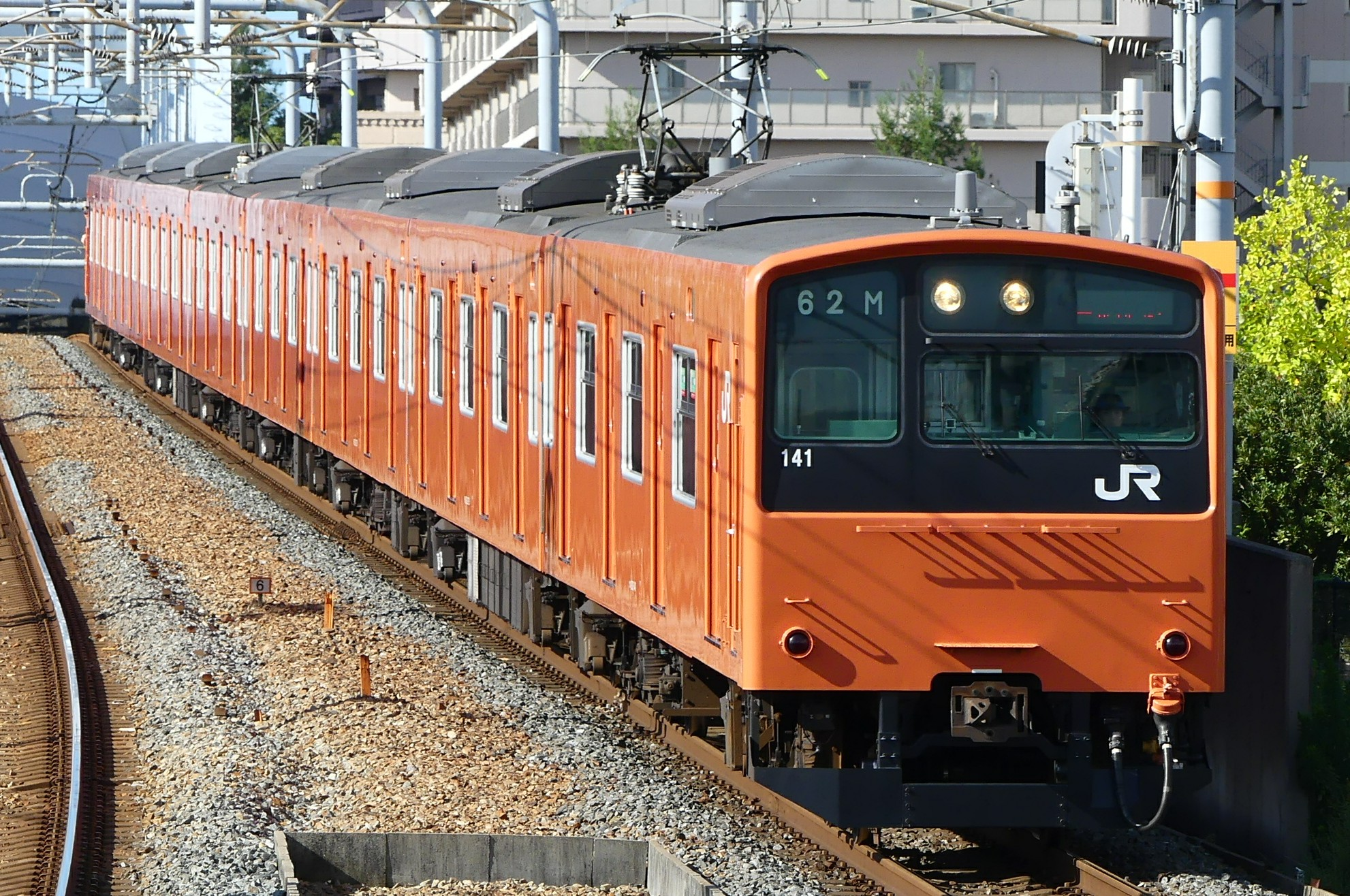
201系

#### 货物列车
- 电力机车
  - EF81
  - EF200
- 内燃机车
  - DE10

## 車站列表
天王寺站起內環方向記述。
- 內環：天王寺站→鶴橋站→京橋站→大阪站→西九條站→天王寺站方向
- 外環：天王寺站→西九條站→大阪站→京橋站→鶴橋站→天王寺站方向
- 所有車站都位於大阪府大阪市，屬於特定都區市內制度下「大阪市內」地域。
- 車站象徵花卉是各站月台上的大型站名牌與導覽標示等的設計所採用之花卉[48]。
- 車站編號自2018年3月起引入[49]。

| 路線名稱   | 車站編號 | 中文站名   | 日文站名 | 英文站名 | 站間營業距離 | 累計營業距離       | 接續路線 | 所在地   | 車站象徵花卉 |
| ---------- | -------- | ---------- | -------- | -------- | ------------ | ------------------ | --- | -------- | ------------ |
| 大阪環狀線 | JR-O01   | 天王寺     |          |          | -            | 0.0                | 西日本旅客鐵道：關西本線（ 大和路線）、 阪和線 大阪市高速電氣軌道： 御堂筋線、 谷町線 近畿日本鐵道： 南大阪線 …大阪阿部野橋 阪堺電氣軌道： ■ 上町線 …天王寺站前                                                                                         | 天王寺區 | 矮牽牛       |
| 大阪環狀線 | JR-O02   | 寺田町     |          |          | 1.0          | 1.0                | | 天王寺區 | 洋甘菊       |
| 大阪環狀線 | JR-O03   | 桃谷       |          |          | 1.2          | 2.2                | | 天王寺區 | 桃花         |
| 大阪環狀線 | JR-O04   | 鶴橋       |          |          | 0.8          | 3.0                | 近畿日本鐵道： 大阪線、 奈良線 大阪市高速電氣軌道： 千日前線 | 天王寺區 | 繡球花       |
| 大阪環狀線 | JR-O05   | 玉造       |          |          | 0.9          | 3.9                | 大阪市高速電氣軌道： 長堀鶴見綠地線 | 天王寺區 | 稻穗         |
| 大阪環狀線 | JR-O06   | 森之宮     |          |          | 0.9          | 4.8                | 大阪市高速電氣軌道： 中央線、 長堀鶴見綠地線 | 中央區   | 三色堇       |
| 大阪環狀線 | JR-O07   | 大阪城公園 |          |          | 0.9          | 5.7                | | 中央區   | 葫蘆         |
| 大阪環狀線 | JR-O08   | 京橋       |          |          | 0.8          | 6.5                | 西日本旅客鐵道： 片町線（學研都市線）、 JR東西線 京阪電氣鐵道： 京阪本線 大阪市高速電氣軌道： 長堀鶴見綠地線 | 城東區   | 大波斯菊     |
| 大阪環狀線 | JR-O09   | 櫻之宮     |          |          | 1.8          | 8.3                | | 都島區   | 櫻花         |
| 大阪環狀線 | JR-O10   | 天滿       |          |          | 0.8          | 9.1                | 大阪市高速電氣軌道： 堺筋線 …扇町 | 北區     | 梅花         |
| 大阪環狀線 | JR-O11   | 大阪       |          |          | 1.6          | 10.7               | 西日本旅客鐵道：東海道本線（ JR京都線、 JR神戶線、 JR寶塚線） 西日本旅客鐵道： JR東西線 …北新地 阪急電鐵： 京都本線、 寶塚本線、 神戶本線 …大阪梅田 阪神電氣鐵道： 本線 …大阪梅田 大阪市高速電氣軌道： 御堂筋線 …梅田、 谷町線 …東梅田、 四橋線 …西梅田 | 北區     | 玫瑰         |
| 大阪環狀線 | JR-O12   | 福島       |          |          | 1.0          | 11.7               | 西日本旅客鐵道：東海道本線貨物支線（梅田貨物線） 阪神電氣鐵道： 本線 …福島 西日本旅客鐵道： JR東西線 …新福島 | 福島區   | 燕子花       |
| 大阪環狀線 | JR-O13   | 野田       |          |          | 1.4          | 13.1               | 大阪市高速電氣軌道： 千日前線 …玉川 | 福島區   | 紫藤         |
| 大阪環狀線 | JR-O14   | 西九條     |          |          | 1.2          | 14.3               | 西日本旅客鐵道： 櫻島線（JR夢咲線） 阪神電氣鐵道： 阪神難波線 | 此花區   | 鬱金香       |
| 大阪環狀線 | JR-O15   | 弁天町     |          |          | 1.6          | 15.9               | 大阪市高速電氣軌道： 中央線 | 港區     | 向日葵       |
| 大阪環狀線 | JR-O16   | 大正       |          |          | 1.8          | 17.7               | 大阪市高速電氣軌道： 長堀鶴見綠地線 | 大正區   | 山杜鵑       |
| 大阪環狀線 | JR-O17   | 蘆原橋     |          |          | 1.2          | 18.9               | 南海電氣鐵道： 汐見橋線 …蘆原町 | 浪速區   | 瞿麥         |
| 大阪環狀線 | JR-O18   | 今宮       |          |          | 0.6          | 19.5               | 西日本旅客鐵道：關西本線（ 大和路線） | 浪速區   | 椴樹         |
| 大阪環狀線 | JR-O19   | 新今宮     |          |          | 1.2          | 20.7               | 西日本旅客鐵道：關西本線（ 大和路線） 南海電氣鐵道： 南海本線、 高野線 大阪市高速電氣軌道： 御堂筋線、 堺筋線 …動物園前 阪堺電氣軌道： ■ 阪堺線 …新今宮站前                                                                                             | 浪速區   | 胡枝子       |
| 關西本線   | JR-O19   | 新今宮     |          |          | 1.2          | 20.7               | 西日本旅客鐵道：關西本線（ 大和路線） 南海電氣鐵道： 南海本線、 高野線 大阪市高速電氣軌道： 御堂筋線、 堺筋線 …動物園前 阪堺電氣軌道： ■ 阪堺線 …新今宮站前                                                                                             | 浪速區   | 胡枝子       |
| JR-O01     | 天王寺   |            |          | 1.0      | 21.7         | （參見本表最上欄） | 天王寺區 | 矮牽牛   |              |

1. 1 2 3 4  作為運行系統的路線名直通至該站。
2. ↑  大阪站與北新地站之間有可以徒步轉乘的特例（參見JR東西線#乘車制度）
3. ↑  梅田貨物線：也有特急「はるか」「黑潮」等的旅客列車行走。戶籍上的路線分岔站是福島站，但該站不能轉乘。實際與大阪環狀線本線軌道分岔是西九條站。

- 寺田町站、桃谷站、玉造站、野田站是JR西日本交通服務的業務委託站，除此以外的旅客站是JR西日本直營站。

### 列车停站情况
- ●：所有列车停靠；▲：仅外环运行列车停靠；，▼：仅内环运行列车停靠；|：所有列车通过此站；↓：仅内环运行列车通过此站。
- 自2018年10月28日时刻表修订后，外环运行的大和路快速、关空快速、纪州路快速和快速列车会在大阪站以东将列车种类更换为“普通”，直通快速和区间快速列车在进入大阪环状线后，全区间均为“普通”。
- 特急列车遥和黑潮的停车站请参见其列车的文章。

| 列车于内环运行的方向幕 | O    | P      | Q                     | T                     | Q                     | T                     | -                  | R                  | W                  | S                  | R                  | R                  | 备注                                                              |
| 列车于外环运行的方向幕 | O    | O      | O                     | O                     | O                     | O                     | O                  | O                  | O                  | O                  | O                  | -                  | 备注                                                              |
| 车站                   | 普通 | 普通   | 区間快速              | 区間快速              | 大和路快速            | 大和路快速            | 直通快速           | 纪州路快速         | 纪州路快速         | 关空快速           | 关空快速           | 快速               | 备注                                                              |
| ---------------------- | ---- | ------ | --------------------- | --------------------- | --------------------- | --------------------- | ------------------ | ------------------ | ------------------ | ------------------ | ------------------ | ------------------ | ----------------------------------------------------------------- |
| 天王寺站               | ●    | ●      | ●                     | ●                     | ●                     | ●                     | ▲                  | ●                  | ●                  | ●                  | ●                  | ▼                  | 在天王寺始发的列车均停靠大阪环状线站台，部分车辆会先绕阪环一圈    |
| 寺田町站               | ●    | ●      | ●                     | ●                     | ●                     | ●                     | ▲                  | ●                  | ●                  | ●                  | ●                  | ▼                  |                                                                   |
| 桃谷站                 | ●    | ●      | ●                     | ●                     | ●                     | ●                     | ▲                  | ●                  | ●                  | ●                  | ●                  | ▼                  |                                                                   |
| 鶴橋站                 | ●    | ●      | ●                     | ●                     | ●                     | ●                     | ▲                  | ●                  | ●                  | ●                  | ●                  | ▼                  |                                                                   |
| 玉造站                 | ●    | ●      | ●                     | ●                     | ●                     | ●                     | ▲                  | ●                  | ●                  | ●                  | ●                  | ▼                  |                                                                   |
| 森之宮站               | ●    | ●      | ●                     | ●                     | ●                     | ●                     | ▲                  | ●                  | ●                  | ●                  | ●                  | ▼                  |                                                                   |
| 大阪城公園站           | ●    | ●      | ●                     | ●                     | ●                     | ●                     | ▲                  | ●                  | ●                  | ●                  | ●                  | ▼                  |                                                                   |
| 京橋站                 | ●    | ●      | ●                     | ●                     | ●                     | ●                     | ▲                  | ●                  | ●                  | ●                  | ●                  | ▼                  |                                                                   |
| 桜之宮站               | ●    | ●      | ●                     | ●                     | ●                     | ●                     | ▲                  | ●                  | ●                  | ●                  | ●                  | ▼                  |                                                                   |
| 天满站                 | ●    | ●      | ●                     | ●                     | ●                     | ●                     | ▲                  | ●                  | ●                  | ●                  | ●                  | ▼                  |                                                                   |
| 大阪站                 | ●    | ●      | ●                     | ●                     | ●                     | ●                     | ▲                  | ●                  | ●                  | ●                  | ●                  | ▼                  |                                                                   |
| 福島站                 | ●    | ●      | ●                     | ●                     | ●                     | ●                     | ▲                  | ●                  | ●                  | ●                  | ●                  | ▼                  |                                                                   |
| 野田站                 | ●    | ●      | ●                     | ●                     | ｜                    | ｜                    | ▲                  | ｜                 | ｜                 | ｜                 | ｜                 | ↓                  |                                                                   |
| 西九条站               | ●    | ●      | ●                     | ●                     | ●                     | ●                     | ▲                  | ●                  | ●                  | ●                  | ●                  | ▼                  |                                                                   |
| 弁天町站               | ●    |        | ●                     | ●                     | ●                     | ●                     | ▲                  | ●                  | ●                  | ●                  | ●                  | ▼                  |                                                                   |
| 大正站                 | ●    |        | ●                     | ●                     | ●                     | ●                     | ▲                  | ●                  | ●                  | ●                  | ●                  | ▼                  |                                                                   |
| 芦原橋站               | ●    |        | ●                     | ●                     | ｜                    | ｜                    | ▲                  | ｜                 | ｜                 | ｜                 | ｜                 | ↓                  |                                                                   |
| 今宮站                 | ●    |        | ●                     | ●                     | ｜                    | ｜                    | ▲                  | ｜                 | ｜                 | ｜                 | ｜                 | ↓                  | 大阪环状线的站台停车                                              |
| 新今宮站               | ●    |        | ●                     | ●                     | ●                     | ●                     | ▲                  | ●                  | ●                  | ●                  | ●                  | ▼                  | 直通列車会停靠在2 - 4站台                                         |
| 天王寺站               | ●    |        | ●                     | ●                     | ●                     | ●                     | ▲                  | ●                  | ●                  | ●                  | ●                  | ▼                  | 马上直通进入其他路线的列车，会停靠在关西本线的站台（15 - 18站台） |
| 直通至                 |      | 樱島线 | 关西本线 （大和路线） | 关西本线 （大和路线） | 关西本线 （大和路线） | 关西本线 （大和路线） | 阪和线・关西空港线 | 阪和线・关西空港线 | 阪和线・关西空港线 | 阪和线・关西空港线 | 阪和线・关西空港线 | 阪和线・关西空港线 |                                                                   |

### 廢除路段
（）內是起點起計的營業距離
貨物支線（大阪臨港線）
境川信號場（0.0）－浪速站（2.3）－大阪港站（5.7）
浪速站（0.0）－大阪東港站（3.0）
貨物支線
野田站（0.0）－大阪市場站（1.5）

### 廢除信號場
（）內是大阪站起計、途經環狀線內環的營業距離
- 境川信號場：2007年5月20日廢除，弁天町站－大正站間（6.2）
- 鶴橋臨時聯絡所：1914年2月14日廢除，桃谷站－玉造站間
- 貓間信號場：1961年4月20日廢除，森之宮站－京橋站間（16.2）
- 中野町信號場：1927年12月10日廢除，京橋站－櫻之宮站間

## 外部連結
- 大阪環狀線的Facebook專頁